# Nekrolog Dezember 2020
Nekrolog
◄◄
| ◄
| 2016
| 2017
| 2018
| 2019
| 2020 | 2021 | 2022 | 2023 | 2024 | ►
Januar |
Februar |
März |
April |
Mai |
Juni |
Juli |
August |
September |
Oktober |
November |
Dezember 2020
Weitere Ereignisse | Allgemeiner Nekrolog 2020
Die Beschreibung der verstorbenen Person sollte so kurz wie möglich gehalten sein und nur deren signifikante Tätigkeit(en) enthalten.
Neue Namen ggf. auch unter dem Geburts- und Sterbedatum, also etwa unter 1. Januar und im Geburts- und Sterbejahr (2024) eintragen (nur bei entsprechender großer Wichtigkeit). Für Beispiele siehe die schon vorhandenen Artikel.
Außerdem über die fünf zuletzt Verstorbenen, zu denen es einen ausreichend guten Artikel für eine Präsentation auf der Hauptseite gibt, nach der todesbedingten Überarbeitung der Artikel ggf. auch unter Wikipedia Diskussion:Hauptseite informieren und sie am besten auch in den anderen Wikipedia-Sprachversionen eintragen. Tipp: Regelmäßig bei news.google.de nach „ist tot“, „gestorben“ oder „verstorben“ suchen.
Wenn eine Person gestorben ist, gibt es viele Seiten zu dieser Person in der Wikipedia, die davon auch betroffen sind und entsprechend aktualisiert werden müssen. Beispiele: Namenübersichtsseite, Geburtsjahr, Geburtsort-Seiten und viele mehr.
Wie finde ich die betroffenen Seiten?
Im Suchfeld auf der linken Seite gibt man den Suchbegriff so ein: „Vorname Nachname“. Dann klickt man auf Volltext und alle Seiten mit entsprechendem Suchtext werden aufgerufen. Hier sieht man dann schnell, wo auch das Todesjahr Sinn macht oder sogar ein Teil des Artikels angepasst werden muss. Auch hilft das „Werkzeug“ auf der linken Seite sehr gut, um solche Seiten aufzufinden: „Links auf diese Seite“. Somit ist die Wikipedia wieder aktuell in allen Bereichen! Hinweis: bei Eintragung der Kategorie „Gestorben JAHR“ wird der Missbrauchsfilter 49 ausgelöst, was jedoch nicht schlimm ist. Siehe: Spezial:Missbrauchsfilter/49
Dies ist eine Liste von im Dezember 2020 verstorbenen bekannten Persönlichkeiten. Die Einträge erfolgen innerhalb der einzelnen Daten alphabetisch sortiert. Tiere sind im Nekrolog für Tiere zu finden.

## Dezember
Bearbeitungshinweis:  Neue Todesfälle bitte nach Tagen geordnet eintragen. Die Todesfälle desselben Tages bitte in alphabetischer Reihenfolge absteigend einfügen.
| Tag          | Name                                           | Beruf, bekannt als                                                                      | Alter | Beleg                        |
| ------------ | ---------------------------------------------- | --------------------------------------------------------------------------------------- | ----- | ---------------------------- |
| 31. Dezember | Hilde Barz-Malfatti                            | deutsche Architektin                                                                    | 67    |                              |
| 31. Dezember | Jochen Bertholdt                               | deutscher Grafiker                                                                      | 84    |                              |
| 31. Dezember | Ulrich Büscher                                 | deutscher Fußballspieler                                                                | 62    |                              |
| 31. Dezember | John „Bud“ Cardos                              | US-amerikanischer Regisseur und Stuntman                                                | 91    |                              |
| 31. Dezember | Slavoj Černý                                   | tschechoslowakischer Radrennfahrer                                                      | 83    |                              |
| 31. Dezember | Maxine Cheshire                                | US-amerikanische Journalistin                                                           | 90    |                              |
| 31. Dezember | Dora Demmel                                    | österreichische Designerin                                                              | 82    |                              |
| 31. Dezember | Tommy Docherty                                 | schottischer Fußballspieler und -trainer                                                | 92    |                              |
| 31. Dezember | Klaus Düwel                                    | deutscher Mediävist                                                                     | 85    |                              |
| 31. Dezember | Jolanta Fedak                                  | polnische Politikerin                                                                   | 60    |                              |
| 31. Dezember | Gerhard Finke                                  | deutscher Künstler                                                                      | 103   |                              |
| 31. Dezember | Otto Fried                                     | US-amerikanischer Künstler                                                              | 98    |                              |
| 31. Dezember | Ernesto Gismondi                               | italienischer Unternehmer                                                               | 89    |                              |
| 31. Dezember | Siegfried Heitz                                | deutscher Geodät                                                                        | 91    |                              |
| 31. Dezember | Robert Hossein                                 | französischer Schauspieler und Regisseur                                                | 93    |                              |
| 31. Dezember | Dušan Jovanović                                | jugoslawischer bzw. slowenischer Dramatiker                                             | 81    |                              |
| 31. Dezember | Michael Kindo                                  | indischer Feldhockeyspieler                                                             | 73    |                              |
| 31. Dezember | Gary Klar                                      | US-amerikanischer Schauspieler                                                          | 73    |                              |
| 31. Dezember | Taran Kootenhayoo                              | kanadischer Schauspieler                                                                | 27    |                              |
| 31. Dezember | Narendra Kumar                                 | indischer Bergsteiger                                                                   | 87    |                              |
| 31. Dezember | Helmut Kupski                                  | deutscher Politiker                                                                     | 88    |                              |
| 31. Dezember | Tom Lankford                                   | US-amerikanischer Journalist                                                            | 85    |                              |
| 31. Dezember | Olli Lehto                                     | finnischer Mathematiker                                                                 | 95    |                              |
| 31. Dezember | Marian Leszczyński                             | polnischer Ruderer                                                                      | 84    |                              |
| 31. Dezember | Joe Neal                                       | US-amerikanischer Politiker                                                             | 85    |                              |
| 31. Dezember | Robert Olby                                    | englischer Wissenschaftshistoriker                                                      | 87    |                              |
| 31. Dezember | Olivier Royant                                 | französischer Journalist                                                                | 58    |                              |
| 31. Dezember | John Sands                                     | kanadischer Eisschnellläufer                                                            | 87    |                              |
| 31. Dezember | Joan Micklin Silver                            | US-amerikanische Filmregisseurin                                                        | 85    |                              |
| 31. Dezember | Uwe Simon                                      | deutscher Agrarwissenschaftler                                                          | 94    |                              |
| 31. Dezember | Floribert Songasonga Mwitwa                    | kongolesischer Erzbischof                                                               | 83    |                              |
| 31. Dezember | Karl-Maria Steffens                            | deutscher Schauspieler                                                                  | 92    |                              |
| 31. Dezember | Dick Thornburgh                                | US-amerikanischer Politiker                                                             | 88    |                              |
| 31. Dezember | Narsing Yadav                                  | indischer Schauspieler                                                                  | 57    |                              |
| 30. Dezember | Aldo Andretti                                  | US-amerikanischer Automobilrennfahrer                                                   | 80    |                              |
| 30. Dezember | Ronald Atkins                                  | britischer Politiker                                                                    | 104   |                              |
| 30. Dezember | Theo Bosch                                     | deutscher Ingenieur                                                                     | 91    |                              |
| 30. Dezember | Josephine Compaan                              | niederländische Ruderin                                                                 | 62    |                              |
| 30. Dezember | Mike Fenton                                    | US-amerikanischer Casting Director                                                      | 85    |                              |
| 30. Dezember | Robert A. Frosch                               | US-amerikanischer Physiker und Raumfahrtfunktionär                                      | 92    |                              |
| 30. Dezember | Oswald Gilles                                  | deutscher Dirigent und Komponist                                                        | 94    |                              |
| 30. Dezember | Klaus Gottschalk                               | deutscher Sportmediziner, Hochschullehrer und Verbandsfunktionär                        | 83    |                              |
| 30. Dezember | Herbert Groethuysen                            | deutscher Architekt                                                                     | 99    |                              |
| 30. Dezember | Andreas Han Jingtao                            | chinesischer Bischof                                                                    | 99    |                              |
| 30. Dezember | Joachim Hörster                                | deutscher Politiker                                                                     | 75    |                              |
| 30. Dezember | Hans Dieter Junker                             | deutscher Künstler und Kunstpädagoge                                                    | 84    |                              |
| 30. Dezember | Ibsen Henrique de Castro                       | brasilianischer Politiker                                                               | 82    |                              |
| 30. Dezember | Frank Kimbrough                                | US-amerikanischer Jazzpianist                                                           | 64    |                              |
| 30. Dezember | Heike Ließfeld                                 | deutsche Politikerin                                                                    | 81    |                              |
| 30. Dezember | Samuel Little                                  | US-amerikanischer Serienmörder                                                          | 80    |                              |
| 30. Dezember | Joschua Maza                                   | israelischer Politiker                                                                  | 89    |                              |
| 30. Dezember | Roland Prüfer                                  | deutscher Motorsportler                                                                 | 76    |                              |
| 30. Dezember | Alto Reed                                      | US-amerikanischer Saxophonist                                                           | 72    |                              |
| 30. Dezember | Kurt Roder                                     | deutscher Fußballspieler                                                                | 75    |                              |
| 30. Dezember | Margitta Scherr                                | deutsche Schauspielerin                                                                 | 77    |                              |
| 30. Dezember | Annette Schwarz                                | deutsche Politikerin                                                                    | 58    |                              |
| 30. Dezember | Alexander Spirin                               | russischer Biochemiker und Molekularbiologe                                             | 89    |                              |
| 30. Dezember | Gennadi Nikolajewitsch Strachow                | sowjetischer Ringer                                                                     | 76    |                              |
| 30. Dezember | Anton Strout                                   | US-amerikanischer Schriftsteller                                                        | 50    |                              |
| 30. Dezember | Ekkehart Tillmanns                             | deutscher Mineraloge                                                                    | 79    |                              |
| 30. Dezember | Walther Tröger                                 | deutscher Sportfunktionär                                                               | 91    |                              |
| 30. Dezember | Dawn Wells                                     | US-amerikanische Schauspielerin                                                         | 82    |                              |
| 30. Dezember | Richard Gilbert West                           | britischer Geologe und Paläobotaniker                                                   | 94    |                              |
| 30. Dezember | Manfred Woitzik                                | deutscher Architekt, Denkmalpfleger und Heimatforscher                                  | 87    |                              |
| 30. Dezember | Eugene Wright                                  | US-amerikanischer Kontrabassist                                                         | 97    |                              |
| 29. Dezember | Edmund Baranowski                              | polnischer Widerstandskämpfer                                                           | 95    |                              |
| 29. Dezember | Karl-Martin Beyse                              | deutscher Theologe und Hebraist                                                         | 86    |                              |
| 29. Dezember | Othmar Birkner                                 | Schweizer Heimatforscher                                                                | 83    |                              |
| 29. Dezember | Claude Bolling                                 | französischer Jazz-Pianist und Filmkomponist                                            | 90    |                              |
| 29. Dezember | Jessica Campbell                               | US-amerikanische Schauspielerin                                                         | 38    |                              |
| 29. Dezember | Pierre Cardin                                  | französischer Modeschöpfer                                                              | 98    |                              |
| 29. Dezember | Simeon Chadschikosew                           | bulgarischer Literaturwissenschaftler                                                   | 79    |                              |
| 29. Dezember | Dschambulat Chatochow                          | russischer Gewichtsrekordler und Sumōtori                                               | 21    |                              |
| 29. Dezember | Horst Fitzner                                  | deutscher Politfunktionär                                                               | 92    |                              |
| 29. Dezember | Norman Golb                                    | US-amerikanischer Judaist                                                               | 92    |                              |
| 29. Dezember | Paul M. Heller                                 | US-amerikanischer Filmproduzent                                                         | 93    |                              |
| 29. Dezember | Gerald G. Jampolsky                            | US-amerikanischer Psychiater und esoterischer Autor                                     | 95    |                              |
| 29. Dezember | Bernhard Kiekenap                              | deutscher Historiker                                                                    | 90    |                              |
| 29. Dezember | Rolf Kutschera                                 | deutscher Cartoonist und Trickfilmzeichner                                              | 71    |                              |
| 29. Dezember | Alexi Laiho                                    | finnischer Musiker                                                                      | 41    |                              |
| 29. Dezember | Luke Letlow                                    | US-amerikanischer Politiker                                                             | 41    |                              |
| 29. Dezember | Gösta Linderholm                               | schwedischer Musiker                                                                    | 79    |                              |
| 29. Dezember | Peter Lorkowski                                | deutscher Politiker                                                                     | 78    |                              |
| 29. Dezember | Elaine McCoy                                   | kanadische Politikerin                                                                  | 74    |                              |
| 29. Dezember | Phyllis McGuire                                | US-amerikanische Sängerin                                                               | 89    |                              |
| 29. Dezember | Marshall McKay                                 | US-amerikanischer Indianerführer                                                        | 68    |                              |
| 29. Dezember | Jochen Meusel                                  | deutscher Sozialwissenschaftler                                                         | 91    |                              |
| 29. Dezember | Nikhil Nandy                                   | indischer Fußballspieler                                                                | 88    |                              |
| 29. Dezember | Klaus Naumann                                  | deutscher Biologe und Phytopathologe                                                    | 90    |                              |
| 29. Dezember | Gerold Neff                                    | Schweizer Ordensgeistlicher und Missionar                                               | 93    |                              |
| 29. Dezember | Gregory Obinna Ochiagha                        | nigerianischer Bischof                                                                  | 89    |                              |
| 29. Dezember | Corrado Olmi                                   | italienischer Schauspieler                                                              | 94    |                              |
| 29. Dezember | John Paul junior                               | US-amerikanischer Autorennfahrer                                                        | 60    |                              |
| 29. Dezember | Geoffrey James Robinson                        | australischer Bischof                                                                   | 83    |                              |
| 29. Dezember | Howard J. Rubenstein                           | US-amerikanischer Jurist                                                                | 88    |                              |
| 29. Dezember | Jeanine Salagoïty                              | französische Leichtathletin und Triathletin                                             | 97    |                              |
| 29. Dezember | Rudy Salas                                     | US-amerikanischer Musiker                                                               | 71    |                              |
| 29. Dezember | Luigi Snozzi                                   | Schweizer Architekt                                                                     | 88    |                              |
| 29. Dezember | Jan Tajchman                                   | polnischer Architekt                                                                    | 91    |                              |
| 29. Dezember | Jean Valentine                                 | US-amerikanische Dichterin                                                              | 86    |                              |
| 29. Dezember | Kees Verkade                                   | niederländischer Bildhauer                                                              | 79    |                              |
| 29. Dezember | John Waine                                     | britischer Theologe                                                                     | 90    |                              |
| 29. Dezember | Jürgen Weitkamp                                | deutscher Wirtschaftswissenschaftler                                                    | 80    |                              |
| 29. Dezember | Margot Wicki-Schwarzschild                     | deutsche Holocaust-Überlebende und Zeitzeugin                                           | 89    |                              |
| 29. Dezember | Rainer Wittkamp                                | deutscher Schriftsteller und Regisseur                                                  | 64    |                              |
| 28. Dezember | Csaba Ali                                      | ungarischer Schwimmer                                                                   | 74    |                              |
| 28. Dezember | John Bentson                                   | US-amerikanischer Mediziner und Erfinder                                                | 83    |                              |
| 28. Dezember | Moshe Brawer                                   | israelischer Geograph                                                                   | 101   |                              |
| 28. Dezember | Romell Broom                                   | US-amerikanischer Straftäter                                                            | 64    |                              |
| 28. Dezember | Paul-Heinz Dittrich                            | deutscher Komponist                                                                     | 90    |                              |
| 28. Dezember | Duška Dragun                                   | kroatische Medizinerin                                                                  | 51    |                              |
| 28. Dezember | Leo Driedger                                   | kanadischer Soziologe                                                                   | 92    |                              |
| 28. Dezember | Albert Endres                                  | deutscher Informatiker                                                                  | 88    |                              |
| 28. Dezember | Fou Ts’ong                                     | chinesisch-britischer Pianist                                                           | 86    |                              |
| 28. Dezember | H. Jack Geiger                                 | US-amerikanischer Mediziner und NGO-Funktionär                                          | 95    |                              |
| 28. Dezember | Agitu Ideo Gudeta                              | äthiopische Oromo-Bäuerin, Unternehmerin und Umweltschützerin                           | 42    |                              |
| 28. Dezember | Paul Sueo Hamaguchi                            | japanischer Bischof                                                                     | 72    |                              |
| 28. Dezember | Hans Hoppe                                     | deutscher Theaterwissenschaftler                                                        | 82    |                              |
| 28. Dezember | Günter Katzenberger                            | deutscher Musikwissenschaftler und Hochschullehrer                                      | 83    |                              |
| 28. Dezember | Eugen Keller                                   | Schweizer Bauingenieur und Politiker                                                    | 95    |                              |
| 28. Dezember | Werner Keller                                  | Schweizer Klarinettist und Unternehmer                                                  | 86    |                              |
| 28. Dezember | Walentin Lasarow                               | bulgarischer Basketballschiedsrichter                                                   | 89    |                              |
| 28. Dezember | Armando Manzanero                              | mexikanischer Komponist und Sänger                                                      | 85    |                              |
| 28. Dezember | David Medalla                                  | philippinischer Künstler                                                                | 78    |                              |
| 28. Dezember | Dieter Michel                                  | deutscher Physiker                                                                      | 80    |                              |
| 28. Dezember | Heinrich Ost                                   | deutscher Lyriker und Erzähler                                                          | 85    |                              |
| 28. Dezember | Eberhard Poppe                                 | deutscher Rechtswissenschaftler                                                         | 89    |                              |
| 28. Dezember | Johannes Reiter                                | deutscher Theologe                                                                      | 76    |                              |
| 28. Dezember | Heinrich Röck                                  | deutscher Chemiker                                                                      | 92    |                              |
| 28. Dezember | Arianna W. Rosenbluth                          | US-amerikanische Physikerin                                                             | 93    |                              |
| 28. Dezember | Isaac Shoshan                                  | israelischer Geheimagent                                                                | 96    |                              |
| 28. Dezember | Anne-Hanne Siepenkothen                        | deutsche Politikerin                                                                    | 71    |                              |
| 28. Dezember | Jeff Turner                                    | australisch-schweizerischer Countrymusiker                                              | 80    |                              |
| 28. Dezember | Helge Tverberg                                 | norwegischer Mathematiker                                                               | 85    |                              |
| 28. Dezember | Klaus Weltner                                  | deutscher Physiker                                                                      | 93    |                              |
| 28. Dezember | Roland Weiß                                    | deutscher Politiker                                                                     | 64    |                              |
| 27. Dezember | Rolf Aggestam                                  | schwedischer Dichter                                                                    | 79    |                              |
| 27. Dezember | Peter Amelung                                  | deutscher Bibliothekar und Buchwissenschaftler                                          | 86    | [ 1 ]                        |
| 27. Dezember | Harry Bromfield                                | südafrikanischer Cricketspieler                                                         | 88    |                              |
| 27. Dezember | Maria Gąsienica Bukowa-Kowalska                | polnische Skilangläuferin                                                               | 85    |                              |
| 27. Dezember | Erwin Faul                                     | deutscher Politikwissenschaftler                                                        | 97    |                              |
| 27. Dezember | Wittko Francke                                 | deutscher Chemiker                                                                      | 80    |                              |
| 27. Dezember | Giorgio Galli                                  | italienischer Politikwissenschaftler                                                    | 84    |                              |
| 27. Dezember | Rüdiger Ginsberg                               | deutscher Manager                                                                       | 74    |                              |
| 27. Dezember | Klaus Hartung                                  | deutscher Journalist                                                                    | 80    |                              |
| 27. Dezember | Yūichirō Hata                                  | japanischer Politiker                                                                   | 53    |                              |
| 27. Dezember | Aleksandar Ivić                                | jugoslawischer bzw. serbischer Mathematiker                                             | 71    |                              |
| 27. Dezember | Marian Jochman                                 | polnischer Leichtathlet                                                                 | 85    |                              |
| 27. Dezember | Mustafa Kandıralı                              | türkischer Klarinettist                                                                 | 90    |                              |
| 27. Dezember | Vesna Kesić                                    | jugoslawische bzw. kroatische Journalistin und Feministin                               | 72    |                              |
| 27. Dezember | Vikram Lall                                    | indischer Architekt                                                                     | ≈58   |                              |
| 27. Dezember | Sunil Kothari                                  | indischer Tanzlehrer und -historiker                                                    | 87    |                              |
| 27. Dezember | William Link                                   | US-amerikanischer Filmproduzent und Drehbuchautor                                       | 87    |                              |
| 27. Dezember | Heinz Maria Lins                               | deutscher Opernsänger                                                                   | 104   |                              |
| 27. Dezember | Ladislav Mrkvička                              | tschechischer Schauspieler                                                              | 81    |                              |
| 27. Dezember | Melecio Rivera                                 | salvadorianischer Sportfunktionär                                                       | 82    |                              |
| 27. Dezember | Hiltmar Schubert                               | deutscher Chemiker                                                                      | 93    |                              |
| 27. Dezember | Seymour Van Gundy                              | US-amerikanischer Biologe                                                               | 89    |                              |
| 27. Dezember | Loretta Whitfield                              | US-amerikanische Puppendesignerin                                                       | 79    |                              |
| 26. Dezember | Milka Babović                                  | jugoslawische Leichtathletin und Journalistin                                           | 92    |                              |
| 26. Dezember | Eddie Blair                                    | britischer Jazztrompeter                                                                | 93    |                              |
| 26. Dezember | George Blake                                   | britischer Geheimagent                                                                  | 98    |                              |
| 26. Dezember | George Carruthers                              | US-amerikanischer Physiker                                                              | 81    |                              |
| 26. Dezember | David Coleridge                                | britischer Manager                                                                      | 88    |                              |
| 26. Dezember | Brigitte Freyer-Schauenburg                    | deutsche Klassische Archäologin                                                         | 82    |                              |
| 26. Dezember | Amira Gezow                                    | deutsche Holocaustüberlebende                                                           | 91    |                              |
| 26. Dezember | Bernhard Giesen                                | deutscher Soziologe                                                                     | 72    |                              |
| 26. Dezember | Patrick Harris                                 | britischer Theologe                                                                     | 86    |                              |
| 26. Dezember | Gunnar Kämpendahl                              | schwedischer Handballspieler                                                            | 83    |                              |
| 26. Dezember | Peter Kolbe                                    | deutscher Eishockeyspieler                                                              | 81    |                              |
| 26. Dezember | Brodie Lee                                     | US-amerikanischer Wrestler                                                              | 41    |                              |
| 26. Dezember | Kurt Merkel                                    | deutscher Diplomat                                                                      | 86    |                              |
| 26. Dezember | Karl-Josef Neukirchen                          | deutscher Manager                                                                       | 78    |                              |
| 26. Dezember | Phil Niekro                                    | US-amerikanischer Baseballspieler                                                       | 81    |                              |
| 26. Dezember | Maximiliano Pereira                            | uruguayischer Fußballspieler                                                            | 27    |                              |
| 26. Dezember | Sergio Pintor                                  | italienischer Bischof                                                                   | 83    |                              |
| 26. Dezember | Franz Rath                                     | deutscher Kameramann                                                                    | 88    |                              |
| 26. Dezember | Tito Rojas                                     | puerto-ricanischer Salsa-Sänger                                                         | 65    |                              |
| 26. Dezember | Peter Schmidhuber                              | deutscher Politiker                                                                     | 89    |                              |
| 26. Dezember | Wiljam Schmidt                                 | russischer Religionswissenschaftler                                                     | 51    |                              |
| 26. Dezember | Jiří Sláma                                     | tschechischer Archäologe und Historiker                                                 | 86    |                              |
| 26. Dezember | Minze Stuiver                                  | niederländisch-US-amerikanischer Geochemiker                                            | 91    |                              |
| 26. Dezember | Jean-Jacques Volz                              | Schweizer Holzschneider                                                                 | 92    |                              |
| 26. Dezember | Shirley Young                                  | US-amerikanische Unternehmerin und Diplomatin                                           | 85    |                              |
| 26. Dezember | Horst Zingraf                                  | deutscher Fußballspieler                                                                | 80    |                              |
| 25. Dezember | Michael Alig                                   | US-amerikanischer Partyveranstalter                                                     | 54    |                              |
| 25. Dezember | Irmgard Aschbauer                              | österreichische Historikerin und Vereinsfunktionärin                                    | 76    |                              |
| 25. Dezember | Djalma Bastos de Morais                        | brasilianischer Politiker                                                               | 83    |                              |
| 25. Dezember | William Bentsen                                | US-amerikanischer Segler                                                                | 90    |                              |
| 25. Dezember | Brian Binley                                   | britischer Politiker                                                                    | 78    |                              |
| 25. Dezember | Karlheinz Blaschke                             | deutscher Archivar und Historiker                                                       | 93    |                              |
| 25. Dezember | Iwan Bohdan                                    | sowjetischer bzw. ukrainischer Ringer                                                   | 92    |                              |
| 25. Dezember | Soumaïla Cissé                                 | malischer Politiker                                                                     | 71    |                              |
| 25. Dezember | Christmuth Eberlein                            | deutscher Generalmajor                                                                  | 85    |                              |
| 25. Dezember | Britta Ehmsen                                  | dänische Fußballspielerin                                                               | 63    |                              |
| 25. Dezember | Hans Peter Fitzi                               | Schweizer Theaterregisseur, -leiter und -autor                                          | 83    |                              |
| 25. Dezember | Reginald Thomas Foster                         | US-amerikanischer Latinist                                                              | 81    |                              |
| 25. Dezember | Martin Furian                                  | deutscher Sozial- und Medienpädagoge                                                    | 88    |                              |
| 25. Dezember | Heinz Godyla                                   | deutscher Fußballspieler                                                                | 79    |                              |
| 25. Dezember | Daniel Hodge                                   | US-amerikanischer Ringer, Boxer und Wrestler                                            | 88    |                              |
| 25. Dezember | Jens Hüttmann                                  | deutscher Politikwissenschaftler                                                        | 45    |                              |
| 25. Dezember | K. C. Jones                                    | US-amerikanischer Basketballspieler und -trainer                                        | 88    |                              |
| 25. Dezember | Rainer Kappe                                   | deutscher Jurist, Künstler und Herausgeber                                              | 77    |                              |
| 25. Dezember | Lin Qi                                         | chinesischer Unternehmer                                                                | 39    |                              |
| 25. Dezember | Barry Lopez                                    | US-amerikanischer Schriftsteller, Ethnologe und Fotograf                                | 75    |                              |
| 25. Dezember | Edgar Meddings                                 | britischer Bobfahrer                                                                    | 97    |                              |
| 25. Dezember | Engin Nurşani                                  | deutsch-türkischer Sänger                                                               | 36    |                              |
| 25. Dezember | Jaan Rääts                                     | sowjetischer bzw. estnischer Komponist                                                  | 88    |                              |
| 25. Dezember | Tony Rice                                      | US-amerikanischer Bluegrass-Musiker                                                     | 69    |                              |
| 25. Dezember | Barbara Rose                                   | US-amerikanische Kunsthistorikerin, Kunstkritikerin und Publizistin                     | 84    |                              |
| 25. Dezember | Ninoslav Stojadinović                          | serbischer Ingenieurwissenschaftler, Politiker und Diplomat                             | 70    |                              |
| 25. Dezember | Fritz Voegelin                                 | Schweizer Komponist und Dirigent                                                        | 77    |                              |
| 24. Dezember | Mouloud Achour                                 | algerischer Schriftsteller                                                              | 76    |                              |
| 24. Dezember | Hans Burghart                                  | deutscher Mediziner                                                                     | 84    |                              |
| 24. Dezember | Hubert Chesshyre                               | britischer Genealoge und Heraldiker                                                     | 80    |                              |
| 24. Dezember | Manfred Christ                                 | deutscher Politiker                                                                     | 80    |                              |
| 24. Dezember | Samuel Fehr                                    | deutscher Missionar                                                                     | 87    |                              |
| 24. Dezember | Peter Gerber                                   | deutscher Boxer                                                                         | 76    |                              |
| 24. Dezember | Ivry Gitlis                                    | israelisch-französischer Violinist                                                      | 98    |                              |
| 24. Dezember | Jerzy Husar                                    | polnischer Komponist und Pianist                                                        | 77    | [ 2 ]                        |
| 24. Dezember | Aleksandar Ivoš                                | jugoslawischer Fußballspieler                                                           | 89    |                              |
| 24. Dezember | Horst Jänichen                                 | deutscher Politiker und DDR-Diktaturopfer                                               | 89    |                              |
| 24. Dezember | Freschta Kohistani                             | afghanische Politikerin und Bürgerrechtlerin                                            | 29    |                              |
| 24. Dezember | Jürgen Marschall                               | deutscher Puppenschnitzer und Marionettenbauer                                          | 62    |                              |
| 24. Dezember | Anno Mitsumasa                                 | japanischer Maler, Einbandgestalter und Illustrator                                     | 94    |                              |
| 24. Dezember | Michelle Mullane                               | britische Hörfunkmoderatorin                                                            | 50    |                              |
| 24. Dezember | Bernard Mvondo-Etoga                           | kamerunischer Judoka                                                                    | 37    |                              |
| 24. Dezember | Thomas W. Parks                                | US-amerikanischer Elektroingenieur                                                      | 81    |                              |
| 24. Dezember | Benhur Salimbangon                             | philippinischer Wirtschaftsmanager und Politiker                                        | 75    |                              |
| 24. Dezember | Walter Schär                                   | deutscher Pflegepädagoge                                                                | 93    |                              |
| 24. Dezember | Mojmir Sepe                                    | jugoslawischer Komponist                                                                | 90    |                              |
| 24. Dezember | John Cremona                                   | maltesischer Jurist und Lyriker                                                         | 102   |                              |
| 24. Dezember | Adramé Ndiaye                                  | senegalesischer Basketballspieler                                                       | 62    |                              |
| 24. Dezember | Margaretha Obenaus                             | österreichische Politikerin                                                             | 89    |                              |
| 24. Dezember | Detlef Orwat                                   | deutscher Politiker                                                                     | 70    |                              |
| 24. Dezember | Hans Schulte                                   | deutscher Rechtswissenschaftler                                                         | 88    |                              |
| 24. Dezember | Edeltraut Staimer                              | deutsche Theologin                                                                      | 93    |                              |
| 24. Dezember | Geoff Stephens                                 | britischer Komponist und Songwriter                                                     | 86    |                              |
| 24. Dezember | Siv Widerberg                                  | schwedische Schriftstellerin und Journalistin                                           | 89    |                              |
| 23. Dezember | Arkadi Andreasjan                              | sowjetischer bzw. armenischer Fußballspieler und -trainer                               | 73    |                              |
| 23. Dezember | Irani Barbosa                                  | brasilianischer Politiker                                                               | 70    |                              |
| 23. Dezember | Ulrich Bauche                                  | deutscher Kulturhistoriker und Volkskundler                                             | 92    |                              |
| 23. Dezember | Johannes Borges                                | deutscher Maler und Grafiker                                                            | 84    |                              |
| 23. Dezember | Charles R. Bowlus                              | US-amerikanischer Historiker                                                            | 82    |                              |
| 23. Dezember | Hartmut Broszinski                             | deutscher Bibliothekar und Altgermanist                                                 | 85    |                              |
| 23. Dezember | Peter Buchleitner                              | österreichischer Politiker                                                              | 87    |                              |
| 23. Dezember | Rudolf Bühler                                  | deutscher Politiker                                                                     | 81    |                              |
| 23. Dezember | Roland Cedermark                               | schwedischer Musiker                                                                    | 82    |                              |
| 23. Dezember | Richard N. Cooper                              | US-amerikanischer Wirtschaftswissenschaftler                                            | 86    |                              |
| 23. Dezember | Nikolai Dobrezow                               | russischer bzw. sowjetischer Geologe                                                    | 84    |                              |
| 23. Dezember | John Edrich                                    | englischer Cricketspieler                                                               | 83    |                              |
| 23. Dezember | John „Ecstasy“ Fletcher                        | US-amerikanischer Rapper                                                                | 56    |                              |
| 23. Dezember | Willi Frommberger                              | deutscher Künstler                                                                      | 84    |                              |
| 23. Dezember | James Gunn                                     | US-amerikanischer Schriftsteller                                                        | 97    |                              |
| 23. Dezember | Walter Kölle                                   | deutscher Chemiker                                                                      | 84    |                              |
| 23. Dezember | Sugathakumari                                  | indische Dichterin, Umwelt- und Frauenrechtsaktivistin                                  | 86    |                              |
| 23. Dezember | Orhan Kural                                    | türkischer Mineraloge und Autor                                                         | 70    |                              |
| 23. Dezember | Rebecca Luker                                  | US-amerikanische Schauspielerin                                                         | 59    |                              |
| 23. Dezember | Mićo Mićić                                     | bosnischer Politiker                                                                    | 64    |                              |
| 23. Dezember | Justina Moniz                                  | osttimoresische Freiheitskämpferin                                                      | 61    |                              |
| 23. Dezember | Rei Nakanishi                                  | japanischer Erzähler und Liedtexter                                                     | 82    |                              |
| 23. Dezember | Nina Ohlandt                                   | deutsche Autorin                                                                        | 68    |                              |
| 23. Dezember | Frankie Randall                                | US-amerikanischer Boxer                                                                 | 59    |                              |
| 23. Dezember | Monika Tilley                                  | US-amerikanische Modedesignerin                                                         | 86    |                              |
| 23. Dezember | Barbara Weisberger                             | US-amerikanische Ballettgründerin                                                       | 94    |                              |
| 23. Dezember | Leslie West                                    | US-amerikanischer Musiker                                                               | 75    |                              |
| 23. Dezember | Ron Widby                                      | US-amerikanischer American-Football-Spieler                                             | 75    |                              |
| 23. Dezember | Ernst Wilhelm Wittig                           | deutscher Flitzer                                                                       | 73    |                              |
| 23. Dezember | Rika Zaraï                                     | französisch-israelische Sängerin                                                        | 82    |                              |
| 23. Dezember | Klaus Zeitler                                  | deutscher Politiker                                                                     | 91    |                              |
| 22. Dezember | Joachim Bäse                                   | deutscher Fußballspieler                                                                | 81    |                              |
| 22. Dezember | Roman Berger                                   | slowakischer Komponist, Musikpädagoge und -wissenschaftler                              | 90    |                              |
| 22. Dezember | Wojciech Borowik                               | polnischer Politiker                                                                    | 64    |                              |
| 22. Dezember | Claude Brasseur                                | französischer Schauspieler                                                              | 84    |                              |
| 22. Dezember | Norma Cappagli                                 | argentinische Journalistin                                                              | 81    |                              |
| 22. Dezember | Pierre Chappuis                                | Schweizer Schriftsteller und Literaturkritiker                                          | 90    |                              |
| 22. Dezember | Edmund M. Clarke                               | US-amerikanischer Informatiker                                                          | 75    |                              |
| 22. Dezember | Donald S. Detwiler                             | US-amerikanischer Historiker                                                            | 87    |                              |
| 22. Dezember | Hans Engert                                    | deutscher Tennisspieler und -trainer sowie Sportmanager                                 | 69    |                              |
| 22. Dezember | Albinas Ežerskis                               | litauischer Politiker                                                                   | 64    |                              |
| 22. Dezember | Albert Graf Fugger von Glött                   | deutscher Jurist, Betriebsleiter, Denkmalschützer und Politiker                         | 88    |                              |
| 22. Dezember | Alice Rose George                              | US-amerikanische Bildbearbeiterin                                                       | 76    |                              |
| 22. Dezember | Leo A. Goodman                                 | US-amerikanischer Statistiker                                                           | 92    |                              |
| 22. Dezember | Eugen Hahn                                     | deutscher Musiker                                                                       | 79    |                              |
| 22. Dezember | Erkki Hytönen                                  | finnischer Eishockeyspieler und -trainer                                                | 87    |                              |
| 22. Dezember | Ralph Jätzold                                  | deutscher Geograph                                                                      | 87    |                              |
| 22. Dezember | August Jung                                    | deutscher freikirchlicher Pastor, Kirchenhistoriker und Autor                           | 93    |                              |
| 22. Dezember | Karl-Martin Koch                               | deutscher Mediziner und Hochschulrektor                                                 | 86    |                              |
| 22. Dezember | Jack Lenor Larsen                              | US-amerikanischer Textildesigner                                                        | 93    |                              |
| 22. Dezember | Carol Ann Leigh                                | US-amerikanische Blues- und Jazzsängerin                                                | 86    |                              |
| 22. Dezember | Mohamed Moustafa Mero                          | syrischer Politiker                                                                     | 79    |                              |
| 22. Dezember | Emanuel Maria Pischel                          | deutscher Banker                                                                        | 88    |                              |
| 22. Dezember | Phil Rogers                                    | britischer Keramiker                                                                    | 69    |                              |
| 22. Dezember | Harald Schindler                               | deutscher Heimatforscher                                                                | 67    |                              |
| 22. Dezember | Ernst Schütz                                   | österreichischer Opern-, Operettensänger und Schauspieler                               | 85    |                              |
| 22. Dezember | Özkan Sümer                                    | türkischer Fußballspieler und -trainer                                                  | 83    |                              |
| 22. Dezember | Stella Tennant                                 | britisches Model                                                                        | 50    |                              |
| 22. Dezember | Hanns Theis                                    | deutscher Volkswirt und Politiker                                                       | 99    |                              |
| 22. Dezember | Rubén Tierrablanca González                    | mexikanischer Bischof                                                                   | 68    |                              |
| 22. Dezember | Antonio Vacca                                  | italienischer Bischof                                                                   | 86    |                              |
| 22. Dezember | Jay Walljasper                                 | US-amerikanischer Sachbuchautor und Herausgeber                                         | 65    |                              |
| 21. Dezember | Christoph Burchard                             | deutscher Theologe                                                                      | 89    |                              |
| 21. Dezember | Hans Burkhardt                                 | deutscher Heimatforscher                                                                | 92    |                              |
| 21. Dezember | Hermann Ennemoser                              | österreichischer Politiker                                                              | 80    |                              |
| 21. Dezember | Matthias Exner                                 | deutscher Kunsthistoriker und Denkmalpfleger                                            | 63    |                              |
| 21. Dezember | Berndt Feuerbacher                             | deutscher Physiker                                                                      | 80    |                              |
| 21. Dezember | John Fitzpatrick                               | schottischer Fußballspieler                                                             | 74    |                              |
| 21. Dezember | Donald A. S. Fraser                            | kanadischer Statistiker                                                                 | 95    |                              |
| 21. Dezember | Tadeusz Górczyk                                | polnischer Politiker                                                                    | 59    |                              |
| 21. Dezember | Kevin Greene                                   | US-amerikanischer American-Football-Spieler, -Trainer und Wrestler                      | 58    |                              |
| 21. Dezember | Ruth Handschin                                 | Schweizer Künstlerin                                                                    | 71    |                              |
| 21. Dezember | John Hills                                     | britischer Sozialwissenschaftler                                                        | 66    |                              |
| 21. Dezember | Edward Irastorza                               | US-amerikanischer Visual Effects Producer                                               | 52    |                              |
| 21. Dezember | Günter Linn                                    | deutscher Fußballschiedsrichter                                                         | 85    |                              |
| 21. Dezember | Hamish McLachlan                               | australischer Ruderer                                                                   | 53    |                              |
| 21. Dezember | Rich McLoughlin                                | US-amerikanischer Bassist und Gitarrist                                                 | 51    |                              |
| 21. Dezember | Udo Mientus                                    | deutscher Politiker                                                                     | 78    |                              |
| 21. Dezember | K. T. Oslin                                    | US-amerikanische Country-Sängerin und Songschreiberin                                   | 78    |                              |
| 21. Dezember | Anton Rauscher                                 | deutscher Jesuit und Sozialethiker                                                      | 92    |                              |
| 21. Dezember | Ernemann Sander                                | deutscher Bildhauer                                                                     | 95    |                              |
| 21. Dezember | Helmut Tribus                                  | österreichischer Schriftsteller, Übersetzer und Pädagoge                                | 93    |                              |
| 21. Dezember | Motilal Vora                                   | indischer Politiker                                                                     | 92    |                              |
| 21. Dezember | Arnold Wolfendale                              | britischer Physiker und Astronom                                                        | 93    |                              |
| 20. Dezember | Jean Anastasi                                  | französischer Radrennfahrer                                                             | 85    |                              |
| 20. Dezember | Doug Anthony                                   | australischer Politiker                                                                 | 90    |                              |
| 20. Dezember | Anthony Banzi                                  | tansanischer Bischof                                                                    | 74    |                              |
| 20. Dezember | Urban Blank                                    | Schweizer Bildhauer                                                                     | 98    |                              |
| 20. Dezember | Nicette Bruno                                  | brasilianische Schauspielerin                                                           | 87    |                              |
| 20. Dezember | Alan Canfora                                   | US-amerikanischer Zeitzeuge und Gewaltopfer                                             | 71    |                              |
| 20. Dezember | Enrique Crespo                                 | uruguayischer Posaunist                                                                 | 79    |                              |
| 20. Dezember | Georg Heinrichs                                | deutscher Architekt und Stadtplaner                                                     | 94    |                              |
| 20. Dezember | Svatopluk Karásek                              | tschechischer Pfarrer, Liedermacher und Politiker                                       | 78    |                              |
| 20. Dezember | Bernd Krimmel                                  | deutscher Maler, Zeichner und Kulturpolitiker                                           | 94    |                              |
| 20. Dezember | Jěwa Wórša Lanzyna                             | sorbische Malerin und Grafikerin                                                        | 92    |                              |
| 20. Dezember | Florencio Olvera Ochoa                         | mexikanischer Bischof                                                                   | 87    |                              |
| 20. Dezember | Julius Schachter                               | US-amerikanischer Mikrobiologe                                                          | 84    |                              |
| 20. Dezember | W. James Shuttleworth                          | britischer Hydrologe und Meteorologe                                                    | 75    |                              |
| 20. Dezember | Lynn A. Staeheli                               | US-amerikanische Geographin                                                             | 62    |                              |
| 20. Dezember | Chad Stuart                                    | britischer Musiker                                                                      | 79    |                              |
| 20. Dezember | Romolo Tavoni                                  | italienischer Rennleiter                                                                | 94    |                              |
| 20. Dezember | Heinz Troll                                    | deutscher Politiker                                                                     | 81    | [ 3 ]                        |
| 20. Dezember | Ezra F. Vogel                                  | US-amerikanischer Asienkundler                                                          | 90    |                              |
| 20. Dezember | Otto Wahl                                      | deutscher Theologe, Hochschullehrer und Hochschulrektor                                 | 88    |                              |
| 20. Dezember | Lee Wallace                                    | US-amerikanischer Schauspieler                                                          | 90    |                              |
| 20. Dezember | Fanny Waterman                                 | britische Klavierpädagogin                                                              | 100   |                              |
| 20. Dezember | Dietrich Weise                                 | deutscher Fußballspieler und -trainer                                                   | 86    |                              |
| 20. Dezember | Ned Wynn                                       | US-amerikanischer Schauspieler, Buch- und Drehbuchautor                                 | 79    |                              |
| 19. Dezember | Shirley Abrahamson                             | US-amerikanische Juristin                                                               | 87    |                              |
| 19. Dezember | Pelle Alsing                                   | schwedischer Schlagzeuger                                                               | 60    |                              |
| 19. Dezember | Jean Aubouin                                   | französischer Geologe                                                                   | 92    |                              |
| 19. Dezember | Anthony R. Birley                              | britischer Althistoriker                                                                | 83    |                              |
| 19. Dezember | Mile Bogović                                   | kroatischer Bischof                                                                     | 81    |                              |
| 19. Dezember | Gerd Friedmann                                 | deutscher Radiologe                                                                     | 95    |                              |
| 19. Dezember | David Giler                                    | US-amerikanischer Filmproduzent und Drehbuchautor                                       | 77    |                              |
| 19. Dezember | Nedo Fiano                                     | italienischer Holocaust-Überlebender                                                    | 95    |                              |
| 19. Dezember | Vinicio Franco                                 | dominikanischer Sänger                                                                  | 87    |                              |
| 19. Dezember | Lelio Giannetto                                | italienischer Kontrabassist und Komponist                                               | 59    |                              |
| 19. Dezember | Klaus Hennig                                   | deutscher Physiker                                                                      | 86    |                              |
| 19. Dezember | Kirunda Kivejinja                              | ugandischer Politiker                                                                   | 85    |                              |
| 19. Dezember | Rosalind Knight                                | britische Schauspielerin                                                                | 87    |                              |
| 19. Dezember | Fred Maire                                     | deutscher Schauspieler und Synchronsprecher                                             | 88    |                              |
| 19. Dezember | Mekere Morauta                                 | papua-neuguineischer Politiker                                                          | 74    |                              |
| 19. Dezember | Märta Norberg                                  | schwedische Skilangläuferin                                                             | 98    |                              |
| 19. Dezember | Wolfgang Odendahl                              | deutscher Generalleutnant                                                               | 89    |                              |
| 19. Dezember | Leo Panitch                                    | kanadischer Politikwissenschaftler                                                      | 75    |                              |
| 19. Dezember | Maria Piątkowska                               | polnische Leichtathletin                                                                | 89    |                              |
| 19. Dezember | Hermina Pipinić                                | jugoslawische Schauspielerin                                                            | 92    |                              |
| 19. Dezember | Eileen Pollock                                 | britische Schauspielerin                                                                | 73    |                              |
| 19. Dezember | Mike Schafmeier                                | deutscher Schlagzeuger                                                                  | 71    |                              |
| 19. Dezember | Themie Thomai                                  | albanische Politikerin                                                                  | 75    |                              |
| 19. Dezember | Gilbert de Turckheim                           | französischer Verbandsfunktionär                                                        | 80    |                              |
| 19. Dezember | Alberto Valdés Lacarra                         | mexikanischer Springreiter                                                              | 70    |                              |
| 19. Dezember | Bram van der Vlugt                             | niederländischer Schauspieler                                                           | 86    |                              |
| 19. Dezember | Elmar Zeitler                                  | deutscher Physiker                                                                      | 93    |                              |
| 18. Dezember | Roger Berlind                                  | US-amerikanischer Theaterproduzent                                                      | 90    |                              |
| 18. Dezember | Mirthes Bernardes                              | brasilianische bildende Künstlerin                                                      | 86    |                              |
| 18. Dezember | Charles Brooker                                | kanadischer Eishockeyspieler                                                            | 88    |                              |
| 18. Dezember | Günter Carpus                                  | deutscher Ingenieur und Unternehmer                                                     | 68    |                              |
| 18. Dezember | Ted DeLaney                                    | US-amerikanischer Historiker                                                            | 77    |                              |
| 18. Dezember | Benno Domschke                                 | deutscher Jockey und Galopptrainer                                                      | 83    |                              |
| 18. Dezember | Sieglinde Hamacher                             | deutsche Regisseurin                                                                    | 84    |                              |
| 18. Dezember | Armin Hofmann                                  | Schweizer Grafikdesigner und Lehrer                                                     | 100   |                              |
| 18. Dezember | Michael Jeffery                                | australischer Politiker                                                                 | 83    |                              |
| 18. Dezember | Wolfram Kleiss                                 | deutscher Bauforscher und Archäologe                                                    | 90    |                              |
| 18. Dezember | Peter Lamont                                   | britischer Filmarchitekt                                                                | 91    |                              |
| 18. Dezember | Henning Lemmer                                 | deutscher Politiker                                                                     | 89    |                              |
| 18. Dezember | Michał Marusik                                 | polnischer Politiker                                                                    | 69    |                              |
| 18. Dezember | Peter Neumann                                  | britischer Mathematiker                                                                 | 79    |                              |
| 18. Dezember | Peter Takeo Okada                              | japanischer Erzbischof                                                                  | 79    |                              |
| 18. Dezember | Albrecht Papenroth                             | deutscher Politiker                                                                     | 80    |                              |
| 18. Dezember | José Vicente Rangel                            | venezolanischer Politiker                                                               | 91    |                              |
| 18. Dezember | Òscar Ribas Reig                               | andorranischer Politiker                                                                | 84    |                              |
| 18. Dezember | Anneliese Schönnenbeck                         | deutsche Filmeditorin                                                                   | 101   |                              |
| 18. Dezember | Tim Severin                                    | britischer Abenteurer, Historiker und Schriftsteller                                    | 80    |                              |
| 18. Dezember | Victor Snieckus                                | kanadischer Chemiker                                                                    | 83    | doi:10.1021/acs.oprd.1c00271 |
| 18. Dezember | Harald Warmbrunn                               | deutscher Schauspieler                                                                  | 87    |                              |
| 18. Dezember | William Winter                                 | US-amerikanischer Politiker                                                             | 97    |                              |
| 18. Dezember | Yazid Zerhouni                                 | algerischer Politiker und Diplomat                                                      | 83    |                              |
| 17. Dezember | Namat Abdullah                                 | malaysischer Fußballspieler                                                             | 74    |                              |
| 17. Dezember | Karl Otwin Becker                              | deutscher Volkswirt und Mathematiker                                                    | 88    |                              |
| 17. Dezember | Donato Bilancia                                | italienischer Serienmörder                                                              | 69    |                              |
| 17. Dezember | Jean Blaton                                    | belgischer Automobilrennfahrer                                                          | 91    |                              |
| 17. Dezember | Toni Bruk                                      | sorbischer Filmemacher                                                                  | 73    |                              |
| 17. Dezember | Jeremy Bulloch                                 | britischer Schauspieler                                                                 | 75    |                              |
| 17. Dezember | Krzysztof Bulski                               | polnischer Schachspieler                                                                | 33    |                              |
| 17. Dezember | Pierre Buyoya                                  | burundischer Politiker                                                                  | 71    |                              |
| 17. Dezember | Kim Chernin                                    | US-amerikanische Schriftstellerin                                                       | 80    |                              |
| 17. Dezember | Stanley Cowell                                 | US-amerikanischer Jazzmusiker                                                           | 79    |                              |
| 17. Dezember | Michael Cusack                                 | US-amerikanischer Behindertensportler                                                   | 64    |                              |
| 17. Dezember | Klaus Feyrer                                   | deutscher Maschinenbauingenieur                                                         | 90    |                              |
| 17. Dezember | Robert L. Herbert                              | US-amerikanischer Kunsthistoriker                                                       | 91    |                              |
| 17. Dezember | Jacó Roberto Hilgert                           | brasilianischer Bischof                                                                 | 94    |                              |
| 17. Dezember | Peter Kalinke                                  | deutscher Fußballspieler                                                                | 83    |                              |
| 17. Dezember | Frank Klötzli                                  | Schweizer Ökologe                                                                       | 86    |                              |
| 17. Dezember | Peter Kneißl                                   | deutscher Althistoriker                                                                 | 82    |                              |
| 17. Dezember | Günter Koch                                    | deutscher Theologe                                                                      | 89    |                              |
| 17. Dezember | Diane Moser                                    | US-amerikanische Jazzpianistin                                                          | 63    |                              |
| 17. Dezember | Benny Napoleon                                 | US-amerikanischer Polizeibeamter                                                        | 65    |                              |
| 17. Dezember | Rod Perry                                      | US-amerikanischer Schauspieler                                                          | 79    |                              |
| 17. Dezember | Ignaz Puschnik                                 | österreichischer Fußballspieler                                                         | 86    |                              |
| 17. Dezember | Christina Rodrigues                            | brasilianische Schauspielerin                                                           | 57    |                              |
| 17. Dezember | Klaus Friedrich Rückert                        | deutscher Chirurg und Verbandsfunktionär                                                | 73    |                              |
| 17. Dezember | Srđan Savić                                    | jugoslawischer Leichtathlet                                                             | 89    |                              |
| 17. Dezember | Armin Stolper                                  | deutscher Schriftsteller                                                                | 86    |                              |
| 17. Dezember | Per Svensson                                   | schwedischer Ringer                                                                     | 77    |                              |
| 16. Dezember | Djamal Banura                                  | palästinensischer Schriftsteller und Journalist                                         | 82    |                              |
| 16. Dezember | Waldemaro Bartolozzi                           | italienischer Radrennfahrer                                                             | 93    |                              |
| 16. Dezember | Lotte Brainin                                  | österreichische Widerstandskämpferin und Holocaust-Überlebende                          | 100   |                              |
| 16. Dezember | Jeff Clayton                                   | US-amerikanischer Jazzmusiker                                                           | 65    |                              |
| 16. Dezember | Flavio Cotti                                   | Schweizer Politiker                                                                     | 81    |                              |
| 16. Dezember | Peter Wilhelm Dröscher                         | deutscher Politiker                                                                     | 74    |                              |
| 16. Dezember | Tesfaye Gesesse                                | äthiopischer Schauspieler, Regisseur und Schriftsteller                                 | 83    |                              |
| 16. Dezember | Jean Graetz                                    | US-amerikanische Bürgerrechtsaktivistin                                                 | 90    |                              |
| 16. Dezember | Albert Griffiths                               | jamaikanischer Reggaemusiker                                                            | 74    |                              |
| 16. Dezember | Günter Heger                                   | deutscher Handballspieler                                                               | 78    |                              |
| 16. Dezember | Günther Hermann                                | deutscher Maler und Grafiker                                                            | ≈64   |                              |
| 16. Dezember | Bill Holm                                      | US-amerikanischer Kunsthistoriker                                                       | 95    |                              |
| 16. Dezember | Peter Yariyok Jatau                            | nigerianischer Erzbischof                                                               | 89    |                              |
| 16. Dezember | Munir El Jundi                                 | syrischer Architekt und Zeichner                                                        | 84    |                              |
| 16. Dezember | Gottfried Korff                                | deutscher Volkskundler und Kulturwissenschaftler                                        | 78    |                              |
| 16. Dezember | Joseph Kyeong Kap-ryong                        | südkoreanischer Bischof                                                                 | 90    |                              |
| 16. Dezember | Otto Leodolter                                 | österreichischer Skispringer                                                            | 84    |                              |
| 16. Dezember | Carl Mann                                      | US-amerikanischer Rockabilly-Sänger und Pianist                                         | 78    |                              |
| 16. Dezember | Patrick Monckton                               | britischer Schauspieler                                                                 | 73    |                              |
| 16. Dezember | Benedict Mülder                                | deutscher Journalist                                                                    | 65    |                              |
| 16. Dezember | Hans Nerth                                     | deutscher Schriftsteller, Regisseur und Journalist                                      | 89    |                              |
| 16. Dezember | Miodrag Paunović                               | jugoslawischer Fußballspieler und -trainer                                              | 69    |                              |
| 16. Dezember | Brian Pickworth                                | neuseeländischer Fechter                                                                | 91    |                              |
| 16. Dezember | Hans-Jürgen Pohlenz                            | deutscher Tierarzt und Politiker                                                        | 93    |                              |
| 16. Dezember | Bertold Joachim Radola                         | deutscher Lebensmittelchemiker                                                          | 89    |                              |
| 16. Dezember | Đorđe Radosavljević                            | jugoslawischer Politiker                                                                | 94    |                              |
| 16. Dezember | Ernst Schütt                                   | deutscher Richter                                                                       | 99    |                              |
| 16. Dezember | Kálmán Sóvári                                  | ungarischer Fußballspieler                                                              | 79    |                              |
| 16. Dezember | Michael Stadler                                | deutscher Psychologe                                                                    | 79    |                              |
| 16. Dezember | Lorenzo Taliaferro                             | US-amerikanischer American-Football-Spieler                                             | 28    |                              |
| 16. Dezember | Stephen Tjephe                                 | myanmarischer Bischof                                                                   | 65    |                              |
| 16. Dezember | Halit Toroslu                                  | türkischer General der Luftstreitkräfte                                                 | 96    |                              |
| 16. Dezember | Elisabeth Veldhues                             | deutsche Politikerin                                                                    | 71    |                              |
| 16. Dezember | Abdallah Wafy                                  | nigrischer Diplomat                                                                     | ≈55   |                              |
| 16. Dezember | Alfred Warnes                                  | österreichischer Schriftsteller                                                         | 84    |                              |
| 16. Dezember | Renê Weber                                     | brasilianischer Fußballspieler und -trainer                                             | 59    |                              |
| 16. Dezember | Michel Wolfender                               | Schweizer Maler und Graveur                                                             | 94    |                              |
| 15. Dezember | John Aldred                                    | britischer Tontechniker                                                                 | 99    |                              |
| 15. Dezember | Hans-Joachim Aminde                            | deutscher Architekt                                                                     | 84    |                              |
| 15. Dezember | Ian Armstrong                                  | australischer Politiker                                                                 | 83    |                              |
| 15. Dezember | Jan Błoński                                    | polnischer Sportfunktionär                                                              | 71    |                              |
| 15. Dezember | Alain Carrier                                  | französischer Widerstandskämpfer, Plakatkünstler und Illustrator                        | 96    |                              |
| 15. Dezember | Anthony Casso                                  | US-amerikanischer Mafioso                                                               | 80    |                              |
| 15. Dezember | Caroline Cellier                               | französische Schauspielerin                                                             | 75    |                              |
| 15. Dezember | Paul Foreman                                   | jamaikanischer Leichtathlet                                                             | 81    |                              |
| 15. Dezember | Donald Fowler                                  | US-amerikanischer Politiker                                                             | 85    |                              |
| 15. Dezember | George Gibbs                                   | US-amerikanischer Effektkünstler                                                        | ?     |                              |
| 15. Dezember | Karl Hoffmann                                  | deutscher Ordensgeistlicher                                                             | 80    |                              |
| 15. Dezember | Alexander Hollerbach                           | deutscher Rechtswissenschaftler                                                         | 88    |                              |
| 15. Dezember | Rita Houston                                   | US-amerikanische Radiomoderatorin                                                       | 59    |                              |
| 15. Dezember | Marceli Klimkowski                             | polnischer Psychologe                                                                   | 83    |                              |
| 15. Dezember | Jurgis Krasnickas                              | litauischer Politiker                                                                   | 63    |                              |
| 15. Dezember | Paul Lamey                                     | US-amerikanischer Bobsportler                                                           | 81    |                              |
| 15. Dezember | Dušan Mlinšek                                  | jugoslawischer Forstwissenschaftler                                                     | 95    |                              |
| 15. Dezember | Paul Nihill                                    | britischer Leichtathlet                                                                 | 81    |                              |
| 15. Dezember | Richie Rome                                    | US-amerikanischer Musikproduzent                                                        | 90    |                              |
| 15. Dezember | Saufatu Sopoanga                               | tuvaluischer Politiker                                                                  | 68    |                              |
| 15. Dezember | Bruce Seals                                    | US-amerikanischer Basketballspieler                                                     | 67    |                              |
| 15. Dezember | Hans-Günter Sulimma                            | deutscher Diplomat                                                                      | 87    |                              |
| 15. Dezember | Orlando Duarte                                 | brasilianischer Sportjournalist und Sportkommentator                                    | 88    |                              |
| 15. Dezember | Zoltan Sabo                                    | serbischer Fußballspieler und -trainer                                                  | 48    |                              |
| 15. Dezember | Jewgeni Tjaschelnikow                          | sowjetischer Diplomat                                                                   | 92    |                              |
| 15. Dezember | Wolfgang Ullrich                               | deutscher Handballfunktionär                                                            | 72    |                              |
| 15. Dezember | Waleri Grigorjewitsch Woikin                   | russischer Kugelstoßer                                                                  | 75    |                              |
| 15. Dezember | Karl-Heinz Wolff                               | österreichischer Mathematiker                                                           | 90    | [ 4 ]                        |
| 14. Dezember | Claudio Baiocchi                               | italienischer Mathematiker                                                              | 80    |                              |
| 14. Dezember | Helge Michael Breig                            | deutscher Maler und Bildhauer                                                           | 89    |                              |
| 14. Dezember | Karl-Dieter Bünting                            | deutscher Sprachwissenschaftler                                                         | 81    |                              |
| 14. Dezember | Mortimer Chambers                              | US-amerikanischer Althistoriker                                                         | 93    |                              |
| 14. Dezember | Hermann Dischinger                             | deutscher Mundartdichter und -autor                                                     | 76    |                              |
| 14. Dezember | Ulf von Hielmcrone                             | deutscher Jurist, Autor und Politiker                                                   | 76    |                              |
| 14. Dezember | Gérard Houllier                                | französischer Fußballtrainer und -funktionär                                            | 73    |                              |
| 14. Dezember | Earl Dewitt Hutto                              | US-amerikanischer Politiker                                                             | 94    |                              |
| 14. Dezember | Anna Maria Ioppolo                             | italienische Philosophiehistorikerin                                                    | 77    | [ 5 ]                        |
| 14. Dezember | Alain Lancelot                                 | französischer Politikwissenschaftler                                                    | 83    |                              |
| 14. Dezember | Piotr Machalica                                | polnischer Schauspieler                                                                 | 65    |                              |
| 14. Dezember | Jeannie Morris                                 | US-amerikanische Sportjournalistin und -reporterin                                      | 85    |                              |
| 14. Dezember | Hans Muzik                                     | österreichischer Politiker                                                              | 79    |                              |
| 14. Dezember | Günter Sawitzki                                | deutscher Fußballspieler                                                                | 88    |                              |
| 14. Dezember | George Sharples                                | englischer Fußballspieler                                                               | 77    |                              |
| 14. Dezember | Hanna Stankówna                                | polnische Schauspielerin                                                                | 82    |                              |
| 14. Dezember | Ingo Thieé                                     | deutscher Jurist                                                                        | 76    |                              |
| 14. Dezember | José María de la Torre Martín                  | mexikanischer Bischof                                                                   | 68    |                              |
| 14. Dezember | Darold Treffert                                | US-amerikanischer Psychiater                                                            | 87    |                              |
| 14. Dezember | Seppo Vainio                                   | finnischer Eishockeyspieler                                                             | 83    |                              |
| 14. Dezember | Werner Weckert                                 | Schweizer Radrennfahrer                                                                 | 82    |                              |
| 14. Dezember | Fritz Wernli                                   | Schweizer Unternehmer                                                                   | 100   |                              |
| 14. Dezember | Egon Wochatz                                   | deutscher Politiker                                                                     | 84    |                              |
| 14. Dezember | Tarcisius Gervazio Ziyaye                      | malawischer Erzbischof                                                                  | 71    |                              |
| 13. Dezember | Joseph Bachelder III                           | US-amerikanischer Jurist                                                                | 88    |                              |
| 13. Dezember | Otto Barić                                     | jugoslawischer bzw. kroatischer Fußballspieler und -trainer                             | 88    |                              |
| 13. Dezember | Dirk Bolt                                      | niederländischer Architekt                                                              | 90    |                              |
| 13. Dezember | Carlos Eduardo Cadoca                          | brasilianischer Politiker                                                               | 80    |                              |
| 13. Dezember | Ambrose Dlamini                                | eswatinischer Politiker                                                                 | 52    |                              |
| 13. Dezember | Bodo-Maria Erhard                              | deutscher Physiker und Schönstattpater                                                  | 96    |                              |
| 13. Dezember | Odo Klose                                      | deutscher Designer                                                                      | 88    |                              |
| 13. Dezember | Pierre Lacroix                                 | kanadischer Eishockeyfunktionär                                                         | 72    |                              |
| 13. Dezember | Catie Lazarus                                  | US-amerikanische Komikerin und Schriftstellerin                                         | 44    |                              |
| 13. Dezember | Martina-Marie Liertz                           | deutsche Schriftstellerin                                                               | 58    |                              |
| 13. Dezember | Minoru Makihara                                | japanischer Manager                                                                     | 90    |                              |
| 13. Dezember | James McLane                                   | US-amerikanischer Schwimmer                                                             | 90    |                              |
| 13. Dezember | Jaroslav Mostecký                              | tschechischer Science-Fiction- und Fantasy-Autor                                        | 57    |                              |
| 13. Dezember | Leonard Mróz                                   | polnischer Opernsänger                                                                  | 73    |                              |
| 13. Dezember | Helmut Müller                                  | deutscher Unternehmer und Vereinsfunktionär                                             | 94    |                              |
| 13. Dezember | Leith Mullings                                 | US-amerikanische Anthropologin                                                          | 75    |                              |
| 13. Dezember | Rose Ochi                                      | US-amerikanische Juristin und Bürgerrechtsaktivistin                                    | 81    |                              |
| 13. Dezember | Wilhelm Rasinger                               | österreichischer Betriebswirtschaftler, Unternehmensberater und Verbandsfunktionär      | 72    |                              |
| 13. Dezember | Roland Reiss                                   | US-amerikanischer Maler und Installationskünstler                                       | 91    |                              |
| 13. Dezember | Josef Rifesser                                 | italienischer Holzschnitzer und Bildhauer                                               | 99    |                              |
| 13. Dezember | Karl Schneider                                 | deutscher Politiker                                                                     | 86    |                              |
| 13. Dezember | Barry Sonshine                                 | kanadischer Vielseitigkeitsreiter                                                       | 72    |                              |
| 13. Dezember | Maleen Steinkrauß                              | deutsche Cellistin                                                                      | 89    |                              |
| 13. Dezember | Pauline Anna Strom                             | US-amerikanische Musikerin und Komponistin                                              | 74    |                              |
| 12. Dezember | Bird Averitt                                   | US-amerikanischer Basketballspieler                                                     | 68    |                              |
| 12. Dezember | Claude Castonguay                              | kanadischer Politiker                                                                   | 91    |                              |
| 12. Dezember | John Ffowcs Williams                           | britischer Ingenieurswissenschaftler                                                    | 85    |                              |
| 12. Dezember | Claus Cornelius Fischer                        | deutscher Schriftsteller und Übersetzer                                                 | 69    |                              |
| 12. Dezember | Walentin Gaft                                  | sowjetischer bzw. russischer Theater- und Filmschauspieler                              | 85    |                              |
| 12. Dezember | Victor Gnanapragasam                           | sri-lankischer Bischof                                                                  | 80    |                              |
| 12. Dezember | Helmut Hauser                                  | österreichisch-schweizerischer Biochemiker                                              | 84    |                              |
| 12. Dezember | Abdoulaye Diori Kadidiatou Ly                  | nigrische Richterin                                                                     | 68    |                              |
| 12. Dezember | Anneli Klemetti                                | finnische Schwimmerin                                                                   | 86    |                              |
| 12. Dezember | Joachim Krecher                                | deutscher Altorientalist                                                                | 87    |                              |
| 12. Dezember | Damir Kukuruzović                              | kroatischer Jazzgitarrist                                                               | 45    |                              |
| 12. Dezember | John le Carré                                  | britischer Schriftsteller                                                               | 89    |                              |
| 12. Dezember | Janos Mohoss                                   | Schweizer Fechter                                                                       | 84    |                              |
| 12. Dezember | Günter Poethke                                 | deutscher Papyrologe                                                                    | 81    |                              |
| 12. Dezember | Charley Pride                                  | US-amerikanischer Country-Musiker                                                       | 86    |                              |
| 12. Dezember | Ann Reinking                                   | US-amerikanische Schauspielerin, Tänzerin und Choreografin                              | 71    |                              |
| 12. Dezember | Werner Rzepucha                                | deutscher Gastronom                                                                     | 75    |                              |
| 12. Dezember | Sven Sachsalber                                | italienischer Künstler                                                                  | 33    |                              |
| 12. Dezember | Željko Seleš                                   | jugoslawischer Handballtrainer                                                          | 91    |                              |
| 12. Dezember | Jack Steinberger                               | US-amerikanischer Physiker                                                              | 99    |                              |
| 12. Dezember | Gene Tyranny                                   | US-amerikanischer Komponist und Pianist                                                 | 75    |                              |
| 12. Dezember | Robert A. Wicklund                             | US-amerikanischer Sozialpsychologe und Professorin                                      | 79    |                              |
| 12. Dezember | Fikre Selassie Wogderess                       | äthiopischer Politiker                                                                  | 75    |                              |
| 12. Dezember | Ruhollah Zam                                   | iranischer Journalist und Regimekritiker                                                | 42    |                              |
| 11. Dezember | Ernst-Heinz Amberg                             | deutscher Theologe                                                                      | 93    |                              |
| 11. Dezember | Kenneth Alwyn                                  | britischer Dirigent                                                                     | 95    |                              |
| 11. Dezember | Sandro Brugnolini                              | italienischer Jazzmusiker und Filmkomponist                                             | 89    |                              |
| 11. Dezember | Erich Buchholz                                 | deutscher Jurist                                                                        | 93    |                              |
| 11. Dezember | Beryl Cunningham                               | jamaikanische Schauspielerin                                                            | 74    |                              |
| 11. Dezember | Georg Ebert                                    | deutscher Ökonom und Kommunalpolitiker                                                  | 89    | [ 6 ]                        |
| 11. Dezember | Gotthilf Fischer                               | deutscher Chorleiter                                                                    | 92    |                              |
| 11. Dezember | James R. Flynn                                 | US-amerikanischer Politologe                                                            | 86    |                              |
| 11. Dezember | Max Huber                                      | deutscher Geistlicher                                                                   | 91    |                              |
| 11. Dezember | Steven Moszkowski                              | US-amerikanischer Physiker                                                              | 93    | [ 7 ]                        |
| 11. Dezember | Nikolai Iwanow                                 | sowjetischer bzw. russischer Theater- und Filmschauspieler                              | 77    |                              |
| 11. Dezember | Carol Johnson                                  | US-amerikanische Landschaftsarchitektin                                                 | 91    |                              |
| 11. Dezember | Ian Johnston                                   | kanadischer Hockeyspieler                                                               | 91    |                              |
| 11. Dezember | Kim Ki-duk                                     | südkoreanischer Filmregisseur, Drehbuchautor und Filmproduzent                          | 59    |                              |
| 11. Dezember | Josef Kurz                                     | deutscher Textilchemiker                                                                | 86    |                              |
| 11. Dezember | Malik                                          | belgischer Comiczeichner                                                                | 72    |                              |
| 11. Dezember | Hana Mičechová                                 | tschechoslowakische Rhythmische Sportgymnastin                                          | 74    |                              |
| 11. Dezember | Dieter Nötzold                                 | deutscher Fußballspieler                                                                | 84    |                              |
| 11. Dezember | Boris Onyki                                    | russischer Atomphysiker                                                                 | 81    |                              |
| 11. Dezember | Adi Peichl                                     | österreichischer Schauspieler und Regisseur                                             | 74    |                              |
| 11. Dezember | Erwin Rehmann                                  | Schweizer Bildhauer                                                                     | 99    |                              |
| 11. Dezember | Antonio Riva                                   | Schweizer Jurist und Programmdirektor                                                   | 84    |                              |
| 11. Dezember | Lydia Schenardi                                | französische Politikerin                                                                | 68    |                              |
| 11. Dezember | Klaus Schilde                                  | deutscher Pianist und Hochschullehrer                                                   | 94    |                              |
| 11. Dezember | Artjom Tschernow                               | russischer Eishockeyspieler                                                             | 38    |                              |
| 11. Dezember | Ubirany                                        | brasilianischer Musiker                                                                 | 80    |                              |
| 11. Dezember | Leslie G. Ungerleider                          | US-amerikanische Experimentalpsychologin und Neurowissenschaftlerin                     | ≈74   |                              |
| 11. Dezember | Irena Veisaitė                                 | litauische Theaterwissenschaftlerin                                                     | 92    |                              |
| 11. Dezember | Franz Viehböck                                 | österreichischer Physiker                                                               | 97    |                              |
| 11. Dezember | Gottfried Willems                              | deutscher Literaturwissenschaftler                                                      | 73    |                              |
| 10. Dezember | Günther Bauer                                  | österreichischer Schauspieler und Universitätsprofessor                                 | 92    |                              |
| 10. Dezember | Brandon Bernard                                | US-amerikanischer Mörder                                                                | 40    |                              |
| 10. Dezember | Klaus Bitterling                               | deutscher Anglist und Hochschullehrer                                                   | 83    |                              |
| 10. Dezember | Rafael Ramón Conde Alfonzo                     | venezolanischer Bischof                                                                 | 77    |                              |
| 10. Dezember | Albert de la Chapelle                          | finnischer Genetiker                                                                    | 87    |                              |
| 10. Dezember | Ulrich Findeisen                               | deutscher Architekt und Stadtplaner                                                     | 89    |                              |
| 10. Dezember | Roland Kaltenbrunner                           | österreichischer Gewerkschaftsfunktionär und Politiker                                  | 88    |                              |
| 10. Dezember | Perry Kretz                                    | deutsch-US-amerikanischer Fotograf und Kriegsjournalist                                 | 87    | [ 8 ]                        |
| 10. Dezember | Tommy Lister Jr.                               | US-amerikanischer Schauspieler und Wrestler                                             | 62    |                              |
| 10. Dezember | Heinz Markmann                                 | deutscher Sozial- und Wirtschaftswissenschaftler                                        | 94    |                              |
| 10. Dezember | François Monseur                               | belgischer Bluesmusiker                                                                 | 74    |                              |
| 10. Dezember | Lothar Nakat                                   | deutscher Jazz- und Unterhaltungsmusiker                                                | 95    |                              |
| 10. Dezember | Alexander Rechwiaschwili                       | sowjetischer bzw. georgischer Kameramann und Filmregisseur                              | 82    |                              |
| 10. Dezember | José Mario Ruiz Navas                          | ecuadorianischer Erzbischof                                                             | 90    |                              |
| 10. Dezember | Walter Runciman                                | britischer Soziologe                                                                    | 86    |                              |
| 10. Dezember | Anton Ruppert                                  | deutscher Komponist                                                                     | 84    |                              |
| 10. Dezember | Klaus Russling                                 | österreichischer Rallyefahrer                                                           | 79    |                              |
| 10. Dezember | Joseph Safra                                   | brasilianischer Unternehmer                                                             | 82    |                              |
| 10. Dezember | Heinz Schirk                                   | deutscher Regisseur, Autor, Maler und Grafiker                                          | 88    |                              |
| 10. Dezember | Andrzej Skowroński                             | polnischer Ruderer                                                                      | 67    |                              |
| 10. Dezember | Carol Sutton                                   | US-amerikanische Schauspielerin                                                         | 76    |                              |
| 10. Dezember | Bryan Sykes                                    | britische Humangenetiker                                                                | 73    |                              |
| 10. Dezember | Severiano Mário Porto                          | brasilianischer Architekt                                                               | 90    |                              |
| 10. Dezember | Barbara Windsor                                | britische Schauspielerin                                                                | 83    |                              |
| 10. Dezember | Rahnaward Zaryab                               | afghanischer Schriftsteller                                                             | 77    |                              |
| 9. Dezember  | Richard P. Allen                               | US-amerikanischer Schlafforscher                                                        | 82    |                              |
| 9. Dezember  | Henryk Bardijewski                             | polnischer Schriftsteller, Satiriker und Hörspielautor                                  | 88    |                              |
| 9. Dezember  | Christa Degler                                 | deutsche Gesangslehrerin                                                                | 92    |                              |
| 9. Dezember  | Osvaldo Cochrane Filho                         | brasilianischer Wasserballspieler                                                       | 87    |                              |
| 9. Dezember  | Gordon Forbes                                  | südafrikanischer Tennisspieler                                                          | 86    |                              |
| 9. Dezember  | Sokrates Giapapas                              | deutsch-griechischer Unternehmer                                                        | 83    |                              |
| 9. Dezember  | Werner Günzel                                  | deutscher Sportdidaktiker                                                               | 86    |                              |
| 9. Dezember  | Richard Hinch                                  | US-amerikanischer Politiker                                                             | 71    |                              |
| 9. Dezember  | Marius Iosifescu                               | rumänischer Mathematiker                                                                | 84    |                              |
| 9. Dezember  | Eric Lee Johnson                               | US-amerikanischer Musicaldarsteller und Schauspieler                                    | 61    |                              |
| 9. Dezember  | Wjatschaslau Kebitsch                          | belarussischer Politiker                                                                | 84    |                              |
| 9. Dezember  | Ernst Kößlinger                                | deutscher Grafiker und Grafikdesigner                                                   | 94    |                              |
| 9. Dezember  | Rudi Mädler                                    | deutscher General                                                                       | 93    |                              |
| 9. Dezember  | Adál Maldonado                                 | puerto-ricanischer Fotograf und Künstler                                                | 72    |                              |
| 9. Dezember  | Marc Meneau                                    | französischer Koch                                                                      | 77    |                              |
| 9. Dezember  | Clemens Mettler                                | Schweizer Schriftsteller                                                                | 84    |                              |
| 9. Dezember  | Alex Olmedo                                    | peruanischer Tennisspieler                                                              | 84    |                              |
| 9. Dezember  | Ray Perkins                                    | US-amerikanischer American-Football-Spieler und -Trainer                                | 79    |                              |
| 9. Dezember  | Paolo Rossi                                    | italienischer Fußballspieler                                                            | 64    |                              |
| 9. Dezember  | Alexander Samoilow                             | sowjetischer bzw. russischer Schauspieler                                               | 68    |                              |
| 9. Dezember  | Horst Schirmer                                 | deutscher Diplomat                                                                      | 87    |                              |
| 9. Dezember  | Klaus Thimm                                    | deutscher Unternehmer                                                                   | 83    |                              |
| 9. Dezember  | Hans-Martin Weinmann                           | deutscher Neuropädiater und Epileptologe                                                | 92    |                              |
| 8. Dezember  | Anton Bayr                                     | österreichischer Politiker                                                              | 93    |                              |
| 8. Dezember  | Torben Brostrøm                                | dänischer Literaturhistoriker und -kritiker                                             | 93    |                              |
| 8. Dezember  | Harold Budd                                    | US-amerikanischer Pianist, Komponist und Dichter                                        | 84    |                              |
| 8. Dezember  | Eilt-Jürgen Entjer                             | deutscher Apotheker und Regattasegler                                                   | 81    |                              |
| 8. Dezember  | Aslanbek Fidarow                               | ukrainischer Ringer                                                                     | 47    |                              |
| 8. Dezember  | Luciano Gloor                                  | Schweizer Filmproduzent                                                                 | 71    |                              |
| 8. Dezember  | Erik W. Grafarend                              | deutscher Geodät                                                                        | 81    |                              |
| 8. Dezember  | Nortrud Gomringer                              | deutsche Germanistin und Autorin                                                        | 79    |                              |
| 8. Dezember  | Georgi Konstantinovski                         | jugoslawischer bzw. nordmazedonischer Architekt                                         | 90    |                              |
| 8. Dezember  | Walter Lechner senior                          | österreichischer Automobilrennfahrer                                                    | 71    |                              |
| 8. Dezember  | Rolf Löther                                    | deutscher Biologe und Philosoph                                                         | 87    |                              |
| 8. Dezember  | Tom Louderback                                 | US-amerikanischer American-Football- und Canadian-Football-Spieler                      | 87    |                              |
| 8. Dezember  | Christian Macharski                            | deutscher Kabarettist und Schriftsteller                                                | 51    |                              |
| 8. Dezember  | Klaus Pagh                                     | dänischer Schauspieler                                                                  | 85    |                              |
| 8. Dezember  | Aurelio Pes                                    | italienischer Schriftsteller, Dramatiker und Musikkritiker                              | 78    |                              |
| 8. Dezember  | Raffaele Pinto                                 | italienischer Rallyefahrer                                                              | 75    |                              |
| 8. Dezember  | Nancye Radmin                                  | US-amerikanische Unternehmerin                                                          | 82    |                              |
| 8. Dezember  | Stefano Rastrelli                              | italienischer Diplomat                                                                  | 86    |                              |
| 8. Dezember  | Martin Ros                                     | niederländischer Verleger, Schriftsteller und Moderator                                 | 83    |                              |
| 8. Dezember  | Alejandro Sabella                              | argentinischer Fußballspieler und -trainer                                              | 66    |                              |
| 8. Dezember  | Jewgeni Schaposchnikow                         | sowjetischer bzw. russischer Militär und Politiker                                      | 78    |                              |
| 8. Dezember  | Werner Schopp                                  | deutscher Fußballspieler                                                                | 81    |                              |
| 8. Dezember  | Anthony Veasna So                              | US-amerikanischer Schriftsteller                                                        | 28    |                              |
| 8. Dezember  | Kurt Stettler                                  | Schweizer Fußballspieler                                                                | 88    |                              |
| 8. Dezember  | Dagmar von Thomas                              | deutsche Schauspielerin und Hörspielsprecherin                                          | 87    |                              |
| 8. Dezember  | Wang Yupu                                      | chinesischer Politiker                                                                  | 64    |                              |
| 8. Dezember  | Ralph K. Winter Jr.                            | US-amerikanischer Jurist                                                                | 85    |                              |
| 7. Dezember  | Fred Akers                                     | US-amerikanischer American-Football-Spieler und -Trainer                                | 82    |                              |
| 7. Dezember  | Abdul Jabbar Aldahhak                          | syrischer Politiker und Diplomat                                                        | 80    |                              |
| 7. Dezember  | Alexios                                        | griechischer Bischof                                                                    | 88    |                              |
| 7. Dezember  | Dick Allen                                     | US-amerikanischer Baseballspieler                                                       | 78    |                              |
| 7. Dezember  | Selwanos Boutros Al-Nemeh                      | syrischer Erzbischof                                                                    | 52    |                              |
| 7. Dezember  | Akito Arima                                    | japanischer Kernphysiker und Politiker                                                  | 90    |                              |
| 7. Dezember  | Tihomir Arsić                                  | jugoslawischer bzw. serbischer Schauspieler                                             | 63    |                              |
| 7. Dezember  | Péter Bartók                                   | US-amerikanischer Pianist und Toningenieur                                              | 96    |                              |
| 7. Dezember  | Winfried Baum                                  | deutscher Politiker                                                                     | 84    |                              |
| 7. Dezember  | Silvio Borner                                  | Schweizer Wirtschaftswissenschaftler                                                    | 79    |                              |
| 7. Dezember  | Raúl Caldeira                                  | portugiesischer Turner                                                                  | 93    |                              |
| 7. Dezember  | Alfieri Canavero                               | italienischer Kameramann                                                                | 93    |                              |
| 7. Dezember  | Joselyn Cano                                   | US-amerikanisches Model, Modedesignerin und Internetpersönlichkeit                      | 30    |                              |
| 7. Dezember  | Natalie Desselle-Reid                          | US-amerikanische Schauspielerin                                                         | 53    |                              |
| 7. Dezember  | Clem Eischen                                   | US-amerikanischer Leichtathlet                                                          | 93    |                              |
| 7. Dezember  | August Eelmäe                                  | estnischer Literaturwissenschaftler und Kritiker                                        | 89    |                              |
| 7. Dezember  | Eduardo Galvão                                 | brasilianischer Schauspieler                                                            | 58    |                              |
| 7. Dezember  | Rudolf Hartung                                 | deutscher Politiker                                                                     | 72    | [ 9 ]                        |
| 7. Dezember  | Brigitte Harum                                 | österreichische Kinderbuchautorin, Übersetzerin, Dolmetscherin und Universitätslektorin | 87    |                              |
| 7. Dezember  | Erich Hiltl                                    | deutscher Chorleiter und Dirigent                                                       | 88    |                              |
| 7. Dezember  | Alexander Kasinzew                             | russischer Journalist                                                                   | 67    |                              |
| 7. Dezember  | Irina Korjukina                                | russische Medizinerin und Politikerin                                                   | 67    |                              |
| 7. Dezember  | Horst Kubik                                    | deutscher Eishockeyspieler und -trainer                                                 | 91    |                              |
| 7. Dezember  | Katarzyna Łaniewska                            | polnische Schauspielerin                                                                | 87    |                              |
| 7. Dezember  | Lidia Menapace                                 | italienische Politikerin und Publizistin                                                | 96    |                              |
| 7. Dezember  | Vadim Petrov                                   | tschechischer Komponist                                                                 | 88    |                              |
| 7. Dezember  | Paul Rutishauser                               | Schweizer Politiker                                                                     | 87    |                              |
| 7. Dezember  | Doug Scott                                     | britischer Bergsteiger                                                                  | 79    |                              |
| 7. Dezember  | Eduard Seidler                                 | deutscher Medizinhistoriker und -ethiker                                                | 91    |                              |
| 7. Dezember  | Ildegarda Taffra                               | italienische Skilangläuferin                                                            | 86    |                              |
| 7. Dezember  | Howard Wales                                   | US-amerikanischer Keyboarder                                                            | 77    |                              |
| 7. Dezember  | Chuck Yeager                                   | US-amerikanischer Testpilot und Weltkriegsveteran                                       | 97    |                              |
| 6. Dezember  | Neil Armstrong                                 | kanadischer Eishockey-Schiedsrichter                                                    | 87    |                              |
| 6. Dezember  | Dominique Brigaud                              | französischer Jazzmusiker                                                               | 79    |                              |
| 6. Dezember  | Lawrence Byrne                                 | US-amerikanischer Jurist                                                                | 61    |                              |
| 6. Dezember  | Dejan Dabović                                  | jugoslawischer Wasserballspieler                                                        | 76    |                              |
| 6. Dezember  | Werner Gehring                                 | deutscher Unternehmer                                                                   | 85    |                              |
| 6. Dezember  | Peter F. Germann                               | Schweizer Bodenkundler                                                                  | 76    |                              |
| 6. Dezember  | Heinz Kochs                                    | deutscher Politiker                                                                     | 91    |                              |
| 6. Dezember  | Jaromír Kohlíček                               | tschechischer Politiker                                                                 | 67    |                              |
| 6. Dezember  | László Kuncz                                   | ungarischer Wasserballspieler                                                           | 63    |                              |
| 6. Dezember  | Heljo Mänd                                     | estnische Lyrikerin, Prosaistin und Kinderbuchautorin                                   | 94    |                              |
| 6. Dezember  | Dietrich Neuhaus                               | deutscher Kabarettist                                                                   | 88    |                              |
| 6. Dezember  | Klaus Ofczarek                                 | österreichischer Schauspieler und Opernsänger                                           | 81    |                              |
| 6. Dezember  | Halyna Polywanowa                              | sowjetische bzw. ukrainische Sopranistin und Musikpädagogin                             | 91    |                              |
| 6. Dezember  | Ignes Ponto                                    | deutsche Stifterin und Witwe eines Terrorismusopfers                                    | 91    |                              |
| 6. Dezember  | Franklin Pühn                                  | deutscher Künstler und Bildhauer                                                        | 95    |                              |
| 6. Dezember  | Dennis Ralston                                 | US-amerikanischer Tennisspieler                                                         | 78    |                              |
| 6. Dezember  | Džej Ramadanovski                              | jugoslawischer bzw. serbischer Sänger                                                   | 56    |                              |
| 6. Dezember  | Neil Robbins                                   | australischer Hindernis- und Langstreckenläufer                                         | 91    |                              |
| 6. Dezember  | Paul Sarbanes                                  | US-amerikanischer Politiker                                                             | 87    |                              |
| 6. Dezember  | Paul W. Schroeder                              | US-amerikanischer Historiker                                                            | 93    |                              |
| 6. Dezember  | Tabaré Vázquez                                 | uruguayischer Politiker                                                                 | 80    |                              |
| 6. Dezember  | Senta Wengraf                                  | österreichische Schauspielerin                                                          | 96    |                              |
| 6. Dezember  | Ingrid Wenzkat                                 | deutsche Kunstkritikerin                                                                | 87    |                              |
| 5. Dezember  | Peter Alliss                                   | britischer Golfspieler                                                                  | 89    |                              |
| 5. Dezember  | Albrecht Börner                                | deutscher Dramaturg und Drehbuchautor                                                   | 91    |                              |
| 5. Dezember  | Ronald Cassidy                                 | Radrennfahrer aus Trinidad und Tobago                                                   | 81    |                              |
| 5. Dezember  | Josef Danner                                   | österreichischer Künstler                                                               | 65    |                              |
| 5. Dezember  | Tadej Hrušovar                                 | jugoslawischer Musiker                                                                  | 73    |                              |
| 5. Dezember  | Willi Kemp                                     | deutscher Steuerberater und Kunstsammler                                                | 93    |                              |
| 5. Dezember  | Henryk Kukier                                  | polnischer Boxer                                                                        | 90    |                              |
| 5. Dezember  | Odo Lang                                       | Schweizer Priester und Stiftsbibliothekar                                               | 82    |                              |
| 5. Dezember  | Klaus Lanzinger                                | österreichischer Amerikanist                                                            | 92    |                              |
| 5. Dezember  | Fritz Mayr                                     | deutscher Musiker                                                                       | 80    |                              |
| 5. Dezember  | Sakae Menda                                    | japanischer Todeskandidat und Aktivist                                                  | 95    |                              |
| 5. Dezember  | Ernst Oldemeyer                                | deutscher Philosoph                                                                     | 92    |                              |
| 5. Dezember  | Ildikó Pécsi                                   | ungarische Schauspielerin                                                               | 80    |                              |
| 5. Dezember  | Wiktor Ponedelnik                              | sowjetischer bzw. russischer Fußballspieler und -trainer                                | 83    |                              |
| 5. Dezember  | Hartmut Söhn                                   | deutscher Rechtswissenschaftler                                                         | 82    |                              |
| 5. Dezember  | Ulrich Springorum                              | deutscher Verwaltungsbeamter                                                            | 75    |                              |
| 5. Dezember  | Xu Shousheng                                   | chinesischer Politiker                                                                  | 67    |                              |
| 5. Dezember  | Wojciech Zabłocki                              | polnischer Fechter und Architekt                                                        | 89    |                              |
| 5. Dezember  | Theodore Ziolkowski                            | US-amerikanischer Germanist und Literaturwissenschaftler                                | 88    |                              |
| 4. Dezember  | Alain Bernaud                                  | französischer Komponist                                                                 | 88    |                              |
| 4. Dezember  | Jürgen Draeger                                 | deutscher Schauspieler, Sänger und Maler                                                | 80    | [ 10 ]                       |
| 4. Dezember  | Ole Espersen                                   | dänischer Politiker                                                                     | 85    |                              |
| 4. Dezember  | Narinder Singh Kapany                          | US-amerikanischer Physiker                                                              | 94    |                              |
| 4. Dezember  | Raşit Karasu                                   | türkischer Fußballspieler und -trainer                                                  | 70    |                              |
| 4. Dezember  | Rudolf Kaschewsky                              | deutscher Mongolist und Tibetologe                                                      | 81    |                              |
| 4. Dezember  | Grace Knowlton                                 | US-amerikanische Bildhauerin                                                            | 88    |                              |
| 4. Dezember  | Klaus König                                    | deutscher Kameramann und Regisseur                                                      | 85    |                              |
| 4. Dezember  | Ernst Kretzschmar                              | deutscher Historiker und Stadtchronist                                                  | 87    |                              |
| 4. Dezember  | Heinz Kuczera                                  | deutscher Eishockeyspieler                                                              | 85    |                              |
| 4. Dezember  | David L. Lander                                | US-amerikanischer Schauspieler und Komiker                                              | 73    |                              |
| 4. Dezember  | Antonín Jaroslav Liehm                         | tschechoslowakischer Publizist                                                          | 96    |                              |
| 4. Dezember  | Otto-Günter Lonhard                            | deutscher Jurist- und Heimatforscher                                                    | 87    |                              |
| 4. Dezember  | Shani Mahadevappa                              | indischer Schauspieler                                                                  | 88    |                              |
| 4. Dezember  | Elizabeth J. McCormack                         | US-amerikanische Pädagogin und Philanthropieberaterin                                   | 98    |                              |
| 4. Dezember  | Charitas Meier                                 | Schweizer Zisterzienserin und Äbtissin des Klosters Frauenthal                          | 87    |                              |
| 4. Dezember  | James Odongo                                   | ugandischer Bischof                                                                     | 89    |                              |
| 4. Dezember  | Jutta Pallos-Schönauer                         | deutsch-rumänische Malerin und Grafikerin                                               | 95    |                              |
| 4. Dezember  | Jean-Paul Revel                                | französischer Zellbiologe                                                               | 89    |                              |
| 4. Dezember  | Huba Rozsnyai                                  | ungarischer Leichtathlet                                                                | 77    |                              |
| 4. Dezember  | Bassam Saba                                    | libanesischer Komponist, Dirigent und Multiinstrumentalist                              | 62    |                              |
| 4. Dezember  | Jackie Saccoccio                               | US-amerikanische Malerin                                                                | 56    |                              |
| 4. Dezember  | Anatolij Samojlenko                            | sowjetischer bzw. ukrainischer Mathematiker                                             | 82    |                              |
| 4. Dezember  | Dineshwar Sharma                               | indischer Verwaltungsbeamter                                                            | 66    |                              |
| 4. Dezember  | Suhaila Siddiq                                 | afghanische Medizinerin, Offizierin und Politikerin                                     | ≈82   |                              |
| 4. Dezember  | Kinuko Tanida                                  | japanische Volleyballspielerin                                                          | 81    |                              |
| 4. Dezember  | Weston E. Vivian                               | US-amerikanischer Politiker                                                             | 96    |                              |
| 4. Dezember  | Günter Wiswede                                 | deutscher Soziologe und Sozialpsychologe                                                | 82    |                              |
| 4. Dezember  | Ed Xiques                                      | US-amerikanischer Jazzmusiker                                                           | 81    |                              |
| 3. Dezember  | Noah Creshevsky                                | US-amerikanischer Komponist und Musikpädagoge                                           | 75    |                              |
| 3. Dezember  | Giuseppe Dalla Torre                           | italienischer Rechtswissenschaftler                                                     | 77    |                              |
| 3. Dezember  | Karl Fischer                                   | deutscher Skispringer                                                                   | 97    |                              |
| 3. Dezember  | Norbert Fuchs                                  | deutscher Fußballschiedsrichter                                                         | 85    | [ 11 ]                       |
| 3. Dezember  | André Gagnon                                   | kanadischer Komponist                                                                   | 84    |                              |
| 3. Dezember  | Hans Geidel                                    | deutscher Informatiker                                                                  | 94    |                              |
| 3. Dezember  | Eiko Hanamura                                  | japanische Mangaka                                                                      | 91    |                              |
| 3. Dezember  | Hans Heun                                      | deutscher Politiker                                                                     | 93    |                              |
| 3. Dezember  | Kaj Ikast                                      | dänischer Offizier und Politiker                                                        | 84    |                              |
| 3. Dezember  | Horst Kotsch                                   | deutscher Fußballspieler                                                                | 69    |                              |
| 3. Dezember  | Jutta Lampe                                    | deutsche Schauspielerin                                                                 | 82    |                              |
| 3. Dezember  | François Leterrier                             | französischer Filmregisseur und Drehbuchautor                                           | 91    |                              |
| 3. Dezember  | Alison Lurie                                   | US-amerikanische Schriftstellerin und Literaturwissenschaftlerin                        | 94    |                              |
| 3. Dezember  | Hans Maitner                                   | österreichischer Musikförderer, Bluesproduzent und Hörfunkmoderator                     | 78    |                              |
| 3. Dezember  | Patricia Marmont                               | britische Schauspielerin                                                                | 99    |                              |
| 3. Dezember  | Ron Mathewson                                  | britischer Jazzmusiker                                                                  | 76    |                              |
| 3. Dezember  | Hans Merkel                                    | deutscher Politiker                                                                     | 86    |                              |
| 3. Dezember  | José Luis Moreno Codina                        | spanischer Journalist                                                                   | 77    |                              |
| 3. Dezember  | Albert Salvadó                                 | andorranischer Autor                                                                    | 69    |                              |
| 3. Dezember  | Hanno Schlögl                                  | österreichischer Architekt                                                              | 76    |                              |
| 3. Dezember  | Heinz Schumann                                 | deutscher Grafiker, Gebrauchsgrafiker und Schriftgestalter                              | 86    |                              |
| 3. Dezember  | Bill Spencer                                   | US-amerikanischer Biathlet                                                              | 84    |                              |
| 3. Dezember  | Betsy Wade                                     | US-amerikanische Journalistin und Publizistin                                           | 91    |                              |
| 3. Dezember  | Carsten Wulfänger                              | deutscher Politiker                                                                     | 57    |                              |
| 3. Dezember  | Ian Yule                                       | britischer Soldat, Söldner, Stuntman und Filmschauspieler                               | ≈89   |                              |
| 2. Dezember  | Mohamed Abarhoun                               | marokkanischer Fußballspieler                                                           | 31    |                              |
| 2. Dezember  | Warren Berlinger                               | US-amerikanischer Schauspieler                                                          | 83    |                              |
| 2. Dezember  | Erwin Bugár                                    | deutscher Sportfunktionär                                                               | 68    |                              |
| 2. Dezember  | Richard Corben                                 | US-amerikanischer Comic-Künstler                                                        | 80    |                              |
| 2. Dezember  | Jean-Claude Fontana                            | Schweizer Fotograf und Kulturschaffender                                                | 91    |                              |
| 2. Dezember  | Franco Giraldi                                 | italienischer Filmregisseur und Drehbuchautor                                           | 89    |                              |
| 2. Dezember  | Valéry Giscard d’Estaing                       | französischer Politiker                                                                 | 94    |                              |
| 2. Dezember  | Robert Hamilton, 13. Lord Belhaven and Stenton | britischer Peer und Politiker                                                           | 93    |                              |
| 2. Dezember  | Peter Havlik                                   | österreichischer Wirtschaftswissenschaftler                                             | 70    |                              |
| 2. Dezember  | Zafarullah Khan Jamali                         | pakistanischer Politiker                                                                | 76    |                              |
| 2. Dezember  | Rafer Johnson                                  | US-amerikanischer Leichtathlet                                                          | 86    |                              |
| 2. Dezember  | Kenneth V. Jones                               | britischer Komponist und Filmkomponist                                                  | 96    |                              |
| 2. Dezember  | Alfonso Llano Escobar                          | kolumbianischer Jesuit und Schriftsteller                                               | 95    |                              |
| 2. Dezember  | Hugh Keays-Byrne                               | australischer Schauspieler                                                              | 73    |                              |
| 2. Dezember  | Alfred Kucharczyk                              | polnischer Turner                                                                       | 83    |                              |
| 2. Dezember  | Karin Lindén                                   | schwedische Turnerin                                                                    | 91    |                              |
| 2. Dezember  | Aldo Moser                                     | italienischer Radrennfahrer                                                             | 86    |                              |
| 2. Dezember  | Takashi Oka                                    | japanisch-US-amerikanischer Journalist                                                  | 96    |                              |
| 2. Dezember  | Pat Patterson                                  | kanadischer Wrestler                                                                    | 79    |                              |
| 2. Dezember  | Karl Pichelbauer                               | österreichischer Dompropst                                                              | 73    |                              |
| 2. Dezember  | Boris Plotnikow                                | russischer Schauspieler                                                                 | 71    |                              |
| 2. Dezember  | Horst Rau                                      | deutscher Fußballspieler                                                                | 71    |                              |
| 2. Dezember  | Siegfried Rein                                 | deutscher Paläontologe                                                                  | 84    |                              |
| 2. Dezember  | Rodela                                         | brasilianischer Komiker                                                                 | 66    |                              |
| 2. Dezember  | Abdul Karim Salman                             | irakischer Fußballspieler                                                               | 55    |                              |
| 2. Dezember  | Leopold Spitzer                                | österreichischer Gesangspädagoge                                                        | 78    |                              |
| 2. Dezember  | Adriano Miguel Tejada                          | dominicanischer Journalist, Rechtsanwalt und Historiker                                 | 72    |                              |
| 2. Dezember  | Pamela Tiffin                                  | US-amerikanische Schauspielerin                                                         | 78    |                              |
| 2. Dezember  | Bernard Vogler                                 | französischer Historiker                                                                | 85    |                              |
| 1. Dezember  | Norman Abramson                                | US-amerikanischer Elektroingenieur und Informatiker                                     | 88    |                              |
| 1. Dezember  | Miguel Algarín                                 | puerto-ricanischer Dichter und Schriftsteller                                           | 79    |                              |
| 1. Dezember  | Faustino Amiano                                | spanischer Ruderer                                                                      | 76    |                              |
| 1. Dezember  | Alan E. Beck                                   | britisch-kanadischer Geophysiker                                                        | 92    |                              |
| 1. Dezember  | June Rose Bellamy                              | birmanische Präsidentengattin                                                           | 88    |                              |
| 1. Dezember  | Heinz Bielka                                   | deutscher Biologe                                                                       | 91    |                              |
| 1. Dezember  | Denise de Casabianca                           | französische Filmeditorin                                                               | 89    |                              |
| 1. Dezember  | Esther Cohen                                   | griechische Holocaust-Überlebende                                                       | 96    |                              |
| 1. Dezember  | Scott Donaldson                                | US-amerikanischer Autor                                                                 | 92    |                              |
| 1. Dezember  | Eric Engstrom                                  | US-amerikanischer Informatiker                                                          | 55    |                              |
| 1. Dezember  | Juan José García Romero                        | kolumbianischer Politiker                                                               | 76    |                              |
| 1. Dezember  | Georg Gehler                                   | deutscher Heimatforscher und Genealoge                                                  | 93    |                              |
| 1. Dezember  | Hasna Begum                                    | bangladeschische Philosophin und Feministin                                             | 85    |                              |
| 1. Dezember  | Juan Hormaechea                                | spanischer Politiker                                                                    | 81    |                              |
| 1. Dezember  | Marija Itkina                                  | sowjetische Leichtathletin                                                              | 88    |                              |
| 1. Dezember  | Robert Decker                                  | luxemburgischer Sportfunktionär                                                         | 89    |                              |
| 1. Dezember  | Antonius Jammers                               | deutscher Bibliothekar                                                                  | 83    |                              |
| 1. Dezember  | Jochen Keilbach                                | deutscher Manager                                                                       | 69    |                              |
| 1. Dezember  | Brian Kerr                                     | britischer Jurist                                                                       | 72    |                              |
| 1. Dezember  | Co de Kloet                                    | niederländischer Radiomoderator und Autor                                               | 88    |                              |
| 1. Dezember  | Jean-Pierre Lola Kisanga                       | kongolesischer Politiker                                                                | 51    |                              |
| 1. Dezember  | Bertha Leverton                                | deutsch-britische Autorin und Gründerin des Vereins Reunion of Kindertransport          | 97    |                              |
| 1. Dezember  | Eduardo Lourenço                               | portugiesischer Philosoph und Essayist                                                  | 97    |                              |
| 1. Dezember  | Kurt Petzold                                   | deutscher Politiker                                                                     | 84    |                              |
| 1. Dezember  | Arnie Robinson                                 | US-amerikanischer Leichtathlet                                                          | 72    |                              |
| 1. Dezember  | Gerhard Schulze                                | deutscher Chemiker und Hochschullehrer                                                  | 90    |                              |
| 1. Dezember  | Hartmut Siebertz                               | deutscher Arzt                                                                          | 69    |                              |
| 1. Dezember  | Henri Teissier                                 | französischer Erzbischof                                                                | 91    |                              |
| 1. Dezember  | Sol Tolchinsky                                 | kanadischer Basketballspieler                                                           | 91    |                              |
| 1. Dezember  | Kurt Vajen                                     | deutscher Politiker                                                                     | 84    |                              |
| 1. Dezember  | Christian Watrin                               | deutscher Wirtschaftswissenschaftler                                                    | 90    |                              |
| 1. Dezember  | Walter Weideli                                 | Schweizer Schriftsteller und Übersetzer                                                 | 93    |                              |
| 1. Dezember  | Walter E. Williams                             | US-amerikanischer Wirtschaftswissenschaftler                                            | 84    |                              |
| 1. Dezember  | Raymond Wolters                                | US-amerikanischer Historiker                                                            | 82    |                              |

### Datum unbekannt
| Tag                                 | Name                     | Beruf, bekannt als                                                   | Alter | Beleg |
| ----------------------------------- | ------------------------ | -------------------------------------------------------------------- | ----- | ----- |
| Tod bekannt gegeben am 30. Dezember | Sándor Sólyom-Nagy       | deutsch-ungarischer Opernsänger                                      | 79    |       |
| Tod bekannt gegeben am 30. Dezember | Vytautas Zigmas Vaitonis | litauischer Schachspieler                                            | 78    |       |
| 29. Dezember oder 30. Dezember      | Shabba Doo               | US-amerikanischer Tänzer und Schauspieler                            | 65    |       |
| Tod bekannt gegeben am 23. Dezember | Pero Kvrgić              | jugoslawischer bzw. kroatischer Schauspieler                         | 93    |       |
| Tod bekannt gegeben am 23. Dezember | Emilija Stajtschewa      | bulgarische Germanistin                                              | 84    |       |
| Tod bekannt gegeben am 15. Dezember | Sam Jayne                | US-amerikanischer Sänger und Musiker                                 | 46    |       |
| Tod bekannt gegeben am 15. Dezember | Milomir Odović           | jugoslawischer bzw. bosnischer Fußballspieler und -trainer           | 65    |       |
| Tod bekannt gegeben am 14. Dezember | Cvetka Tóth              | slowenische Philosophin                                              | 72    |       |
| 9. Dezember oder 10. Dezember       | Phil Linz                | US-amerikanischer Baseballspieler                                    | 81    |       |
| 7. Dezember oder 8. Dezember        | Joseph Sanda             | kamerunischer Radrennfahrer                                          | 35    |       |
| Tod bekannt gegeben am 7. Dezember  | Julian Lee               | neuseeländischer Jazzpianist und Arrangeur                           | 97    |       |
| Tod bekannt gegeben am 4. Dezember  | Alfredo Grimaldos        | spanischer Journalist und Flamenco-Kritiker                          | 64    |       |
| Dezember                            | Tore Hedwall             | schwedischer Eishockeytrainer                                        | 74    |       |
| Dezember                            | Jan Jaroslawski          | polnischer politischer Soziologe                                     | 95    |       |
| Dezember                            | Erich Krauß              | deutscher Sportfunktionär                                            | 80    |       |
| Dezember                            | Scott Masters            | US-amerikanischer Fotograf, Regisseur, Filmproduzent und Unternehmer | 86    |       |
| Dezember                            | Soumana Zanguina         | nigrischer Offizier                                                  | 60    |       |